# Dealurile Istriței
Dealurile Istriței (749 m altitudinea maximă în vârful Istrița) – cunoscute și sub numele de Culmea Istrița-Dealu Mare-Ceptura, reprezintă un anticlinoriu alungit în direcția generală est-vest din unitatea de orogen situată pe flancul exterior al Carpaților Orientali. Acesta include Culmea Istrița, Dealu Mare, Dealul Ciortea și Dealurile Cepturei. Dealurile se află în Subcarpații de Curbură, în grupa sudică externă a Subcarpaților Buzăului.
Formațiunea geologică este delimitată la nord de valea Nișcovului și de dealul Ciolanu, la sud de Câmpia Română, la vest de valea Cricovului Sărat și de dealurile Bucovelului, iar la est de râul Buzău  și de subunitatea estică a Subcarpaților Buzăului. Structura sa este dominată de un corp masiv central prelungit spre vest și este alcătuită predominant din gresii și calcare sarmațiene rezistente la eroziune. Se caracterizează prin masivitate, altitudini mari, forme de relief impuse de structură și petrografie, prin prezența de zone depresionare tipic subcarpatice, precum și printr-un contact brusc cu câmpia sudică, prin intermediul unei înguste fâșii de glacis. 
Din punct de vedere hidrografic, arealul aparține bazinelor hidrografice ale Buzăului și Ialomiței, de pe versanții sudici izvorând râuri precum Tohani (Ghighiu), Năianca și Sărata. 
În arealul său se întâlnesc 3 tipuri de zone de vegetație, generate de o mare varietate de condiții de microclimat local: stepă, silvostepă și pădure. La nivelul zonei, au fost desemnate următoarele arii protejate: Dealul Istrița aflat la nivelul zonei somitale și situl Stânca Tohani aflat în arealul de vest.
Particularitățile locale de climă și substratul calcaros favorizează vița de vie, care ocupă suprafețe mari pe versanții sudici, ce aparțin Podgoriei Dealu Mare. Pe flancurile sudice ale anticlinalului Istriței apar complexe de calcare sub formă de cuestă, exploatabile pentru industria materialelor de construcții, care beneficiază pe plan local și de existența unor nisipuri cuarțoase. Industria extractivă este prezentă prin mina de petrol de la Sărata Monteoru. Rețeaua națională de telecomunicații beneficiază de un număr de relee radio-TV și de telefonie mobilă – situate la nivelul vârfului, unde se află și o stație de monitorizare seismică.
Din punct de vedere administrativ zona include porțiuni din teritoriile județelor Buzău (preponderent) și Prahova. Căile principale de comunicații sunt situate în partea de sud, fiind reprezentate de DN1B împreună cu Magistrala CFR 500 – pe porțiunile dintre Buzău și Ploiești, iar spre est DN10 Buzău – Brașov. 
Turismul beneficiază atât de pe urma existenței unui mare număr de geomorfosituri și a  existenței stațiunii balneo-climatice de interes local Sărata Monteoru, cât și de pe urma unor obiective istorice din arealul Pietroasele-Năeni, sau a accesului la podgorii prin Drumul Cramelor – prelungire spre est a Drumui Vinului prahovean.

## Detalii geografice

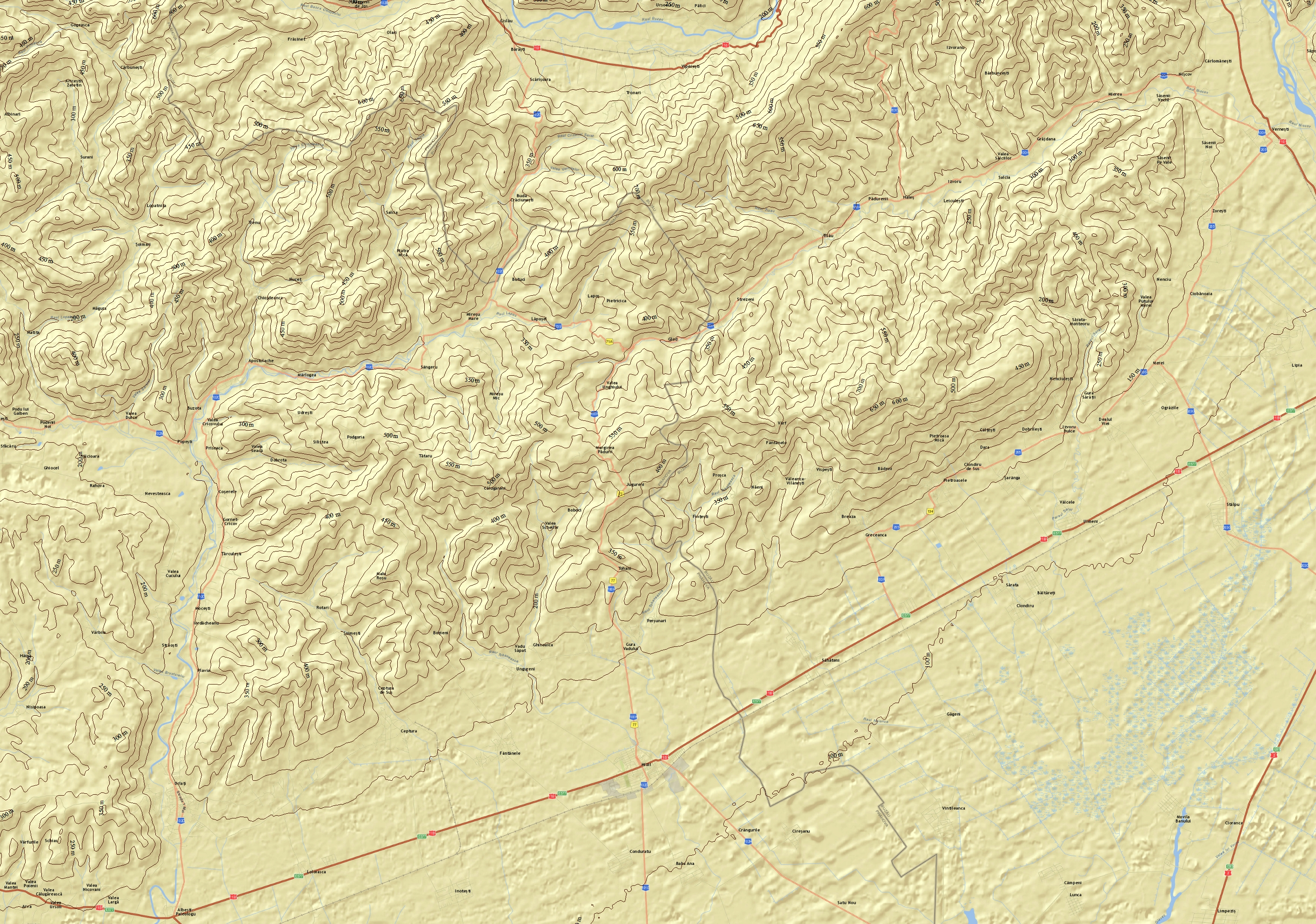
Hartă topografică a arealului dealurilor Istriței (acestea în partea de sud la contactul cu câmpia sunt geomorfologic delimitate – în medie, de curba de nivel de 200 m)

Sub denumirea de Dealurile Istriței se regăsește un întreg șir de dealuri strâns legate între ele, întinse pe o lungime de 40 de km și pe o lățime de 8-9 km în medie. Acestea sunt delimitate la nord-vest și vest de Cricovul Sărat, la nord de ulucul depresionar Sângeru-Gura Nișcovului, la est de râul Buzău și la sud de Câmpia Română.
Structurile anticlinale ale dealurilor Istriței, fac parte din șirul dealurilor externe ale subunității Subcarpaților Buzăului a Subcarpaților de Curbură și se află în grupa sudică (Ciolanu – Dealu Mare-Istrița) a acestora.

### Delimitare și compartimentare
Dealurile Istriței (sub a căror titulatură se regăsesc: Culmea Istrița, Dealu Mare, Dealul Ciortea, Dealurile Cepturei) sunt cunoscute și sub denumirea de Culmea Istrița-Dealu Mare-Ceptura și compun un anticlinoriualungit dinspre est spre vest.
Culmea Istriței, împreună cu dealurile Cepturii, Ciortea, Dealu Mare din partea de vest, se învecinează la sud și sud-est cu Câmpia Română, la nord cu depresiunea intracolinară Nișcov - care le separă de Dealul Ciolanu până la nivelul vestic al acestuia, unde printr-o înșeuare cele 2 dealuri sunt unite, iar în partea de nord-vest sunt despărțite de dealurile Salcia și Matiței prin depresiunea Sângeru. Masivul are la vest ca unitate adiacentă valea Cricovului Sărat, care-l separă de Dealurile Bucovelului din subunitatea externă a Subcarpaților Teleajenului, parte a Subcarpaților Prahovei.

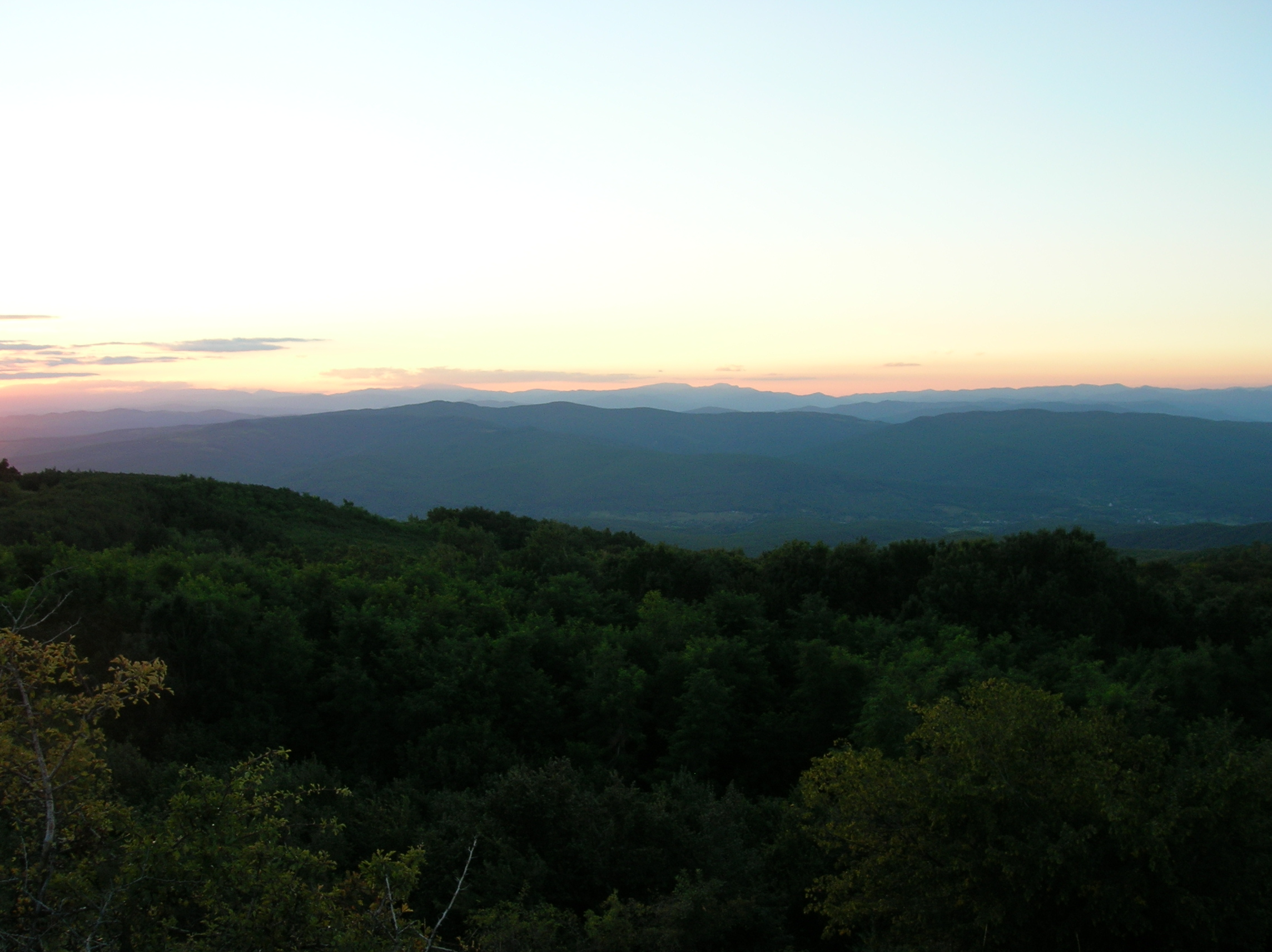
Perspectivă de seară din zona somitală spre valea Nișcovului, dealul Ciolanu și dealul Salcia (în stânga)

Orientarea generală a culmii Istriței este dinspre sud-vest spre nord-est. Aceasta poate fi subîmpărțită – ținând cont cu precădere de natura petrografică a rocilor, în mai multe subunități:
- dealurile Nișcovului în est, cu înălțimi de 200-400 și alcătuite preponderent din formațiuni lavantine și cuaternare vechi[5]
- masivul Istriței propriu-zise, dominat în partea înaltă de calcare și gresii sarmațiene rezistente (motiv al menținerii altitudinii de 600-700 m). În structura centrală se delimitează bazinete sau depresiuni structurale și de contact [5]
- dealurile Năienilor, care fiind formate tot din calcare și gresii sarmațiene, au și ele altitudini de circa 600 m, orientate sub forma unei culmi înguste.[5]

În zona de nord-vest se află o prelungire a culmii principale – dealul (culmea) Ciortea – prelungită până la Tătaru, iar în zona sudică centrală, la sud-vest de dealurile Năenilor, Dealu Mare propriu-zis. În partea de vest se află Dealurile Cepturei.
În structura dealului s-au dezvoltat de la est spre vest depresiunile: Sărata, Vispești, Fințești, Valea Scheilor, Călugăreni, Rotari.
Limita cu câmpia poate fi urmărită în general pe curba de nivel de 200 m, cu mici oscilații de altitudine în amănunt (putând fi considerată pe o linie ce trece prin localitățile  Gura Vadului - Greceanca - Pietroasele - Gura Sărații - Nișcov).

### Geologie
Este alcătuit din formațiuni sarmațiene grezoase și calcaroase (gresii, gresii calcaroase, calcare cochilifere), care au influențat altitudinea și masivitatea. Rare intercalații de argile și nisipuri se găsesc pe Valea Huiup de la Nenciulești și la Năeni, iar o alternanță de argile roșietice cu argile verzui într-un „complex pestriț” pe Valea lui Cernat. Prelungirea nord-estică Valea Rea a dealului Istrița, se caracterizează prin prezența de brecii (cu grosimea în restrângere de la nord la sud) în care se constată prezența de marne, tufuri, intercalații gipsifere, argile. Joncțiunea cu câmpia se face prin structuri piemontane joase de acumulare apărute în Pliocen și, în principal în Cuaternar. Materialul de pe versanți – odată spălat, a creat un deluviu gros care îmbracă jumătatea inferioară a versanților. În acest material șiroirea a creat ravene adânci, ceea ce a  facilitat slăbirea rezistenței depozitelor și producerea de alunecări și curgeri noroioase superficiale.
Pe unele văi aflate la sud-est de Apostolache se află blocuri de gips cu dimensiuni de până la 2-3 m³, coborâte de sus datorită faptului că au fost implantate în masa porniturilor (alunecărilor) de la partea inferioară a ramurilor principale.
În zona de avanfosă a Carpaților Orientali – individualizată la începutul miocenului secundar înălțării unităților flișului extern, s-au acumulat cu începere din sarmațianul inferior depozite groase de tip molasă, sedimentare care în zona curburii carpatice a fost temporar alterată în prima parte a sarmațianului în timpul orogenezei moldavice și a fost finalizată în pliocen. Sursa acestor sedimentelor cu două niveluri crono-stratigrafice de molasă (unul inferior acvitanian-sarmațian și altul superior sarmato-pliocen) a fost dublă: carpatică și aparținând unităților de vorland. Tectogeneza începută în miocen, s-a continuat în pliocen și și-a încheiat evoluția în cuaternar, faza valahă.
Adesea în rocile calcaroase ale dealului se găsesc fosile – cel mai frecvent de tipul scoicilor și melcilor.
Pornind din depresiunea Nișcovului – unde sunt cele mai tinere depozite (straturi cuaternare de loess cu intercalații de luturi roșii), pe măsură ce se avansează în înălțime apar formațiuni tot mai vechi, care culminează cu marnele de sub calcare din depresiunea Fințestilor.
Reacția solurilor pe versanții favorabili culturii viței de vie este alcalină sau slab alcalină. Multe dintre pantele sudice sunt expuse eroziunii pronunțate a solului, dar pantele nordice și estice sunt mai puțin afectate, deoarece sunt parțial împădurite.

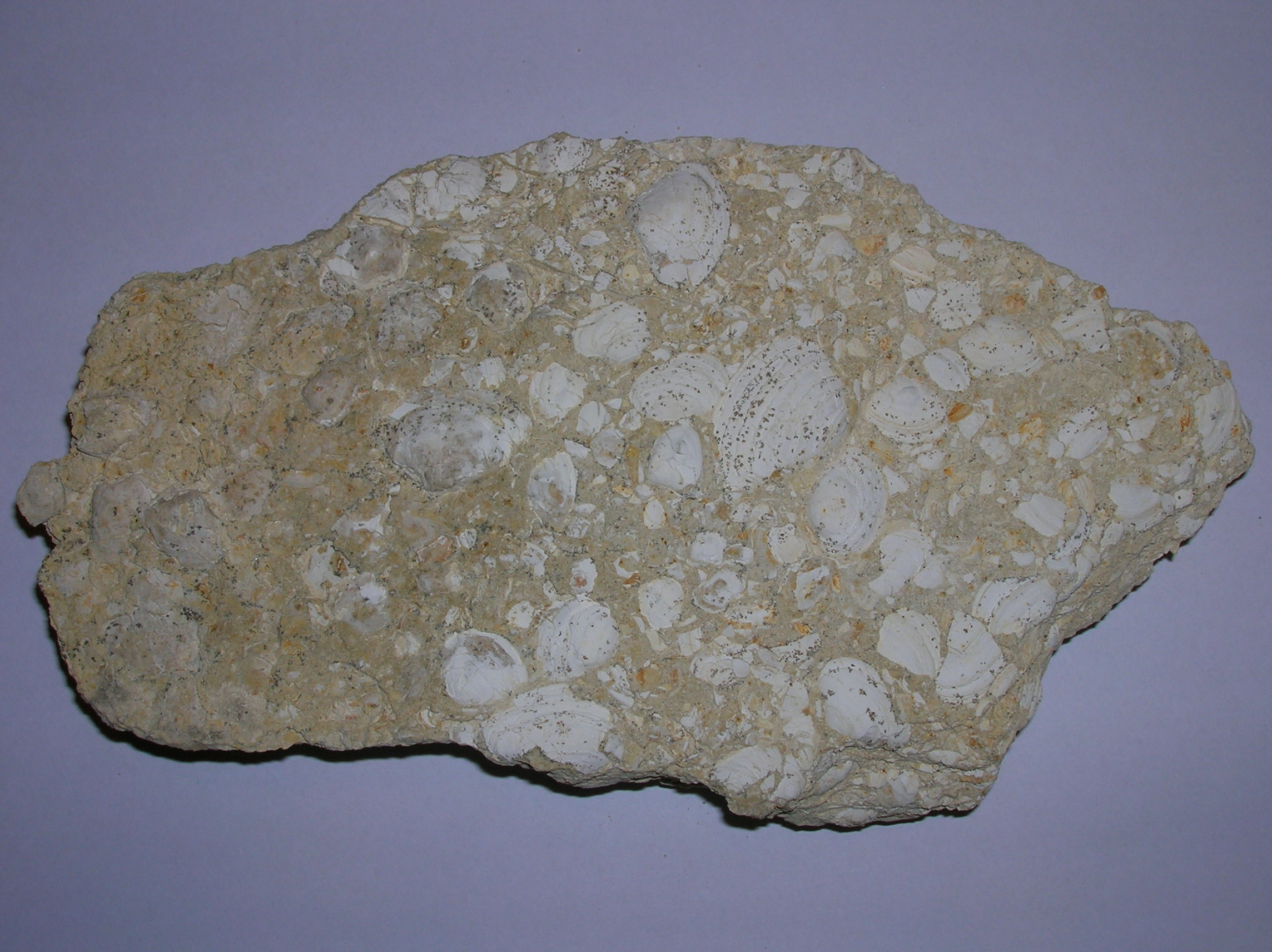
Fosile în calcarele de la Năeni: bivalve
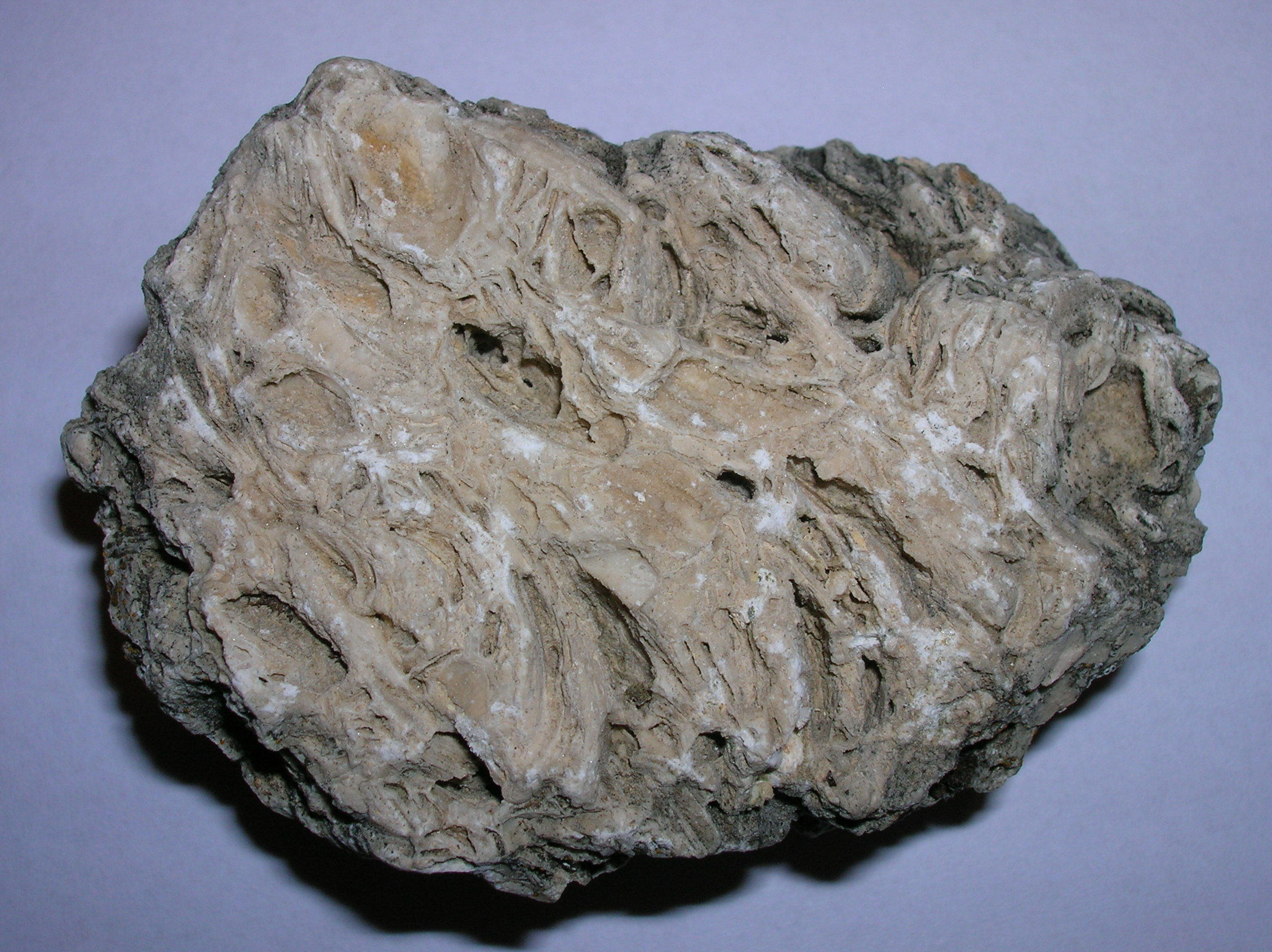
Fosile în calcarele de la Năeni: gasteropode și bivalve
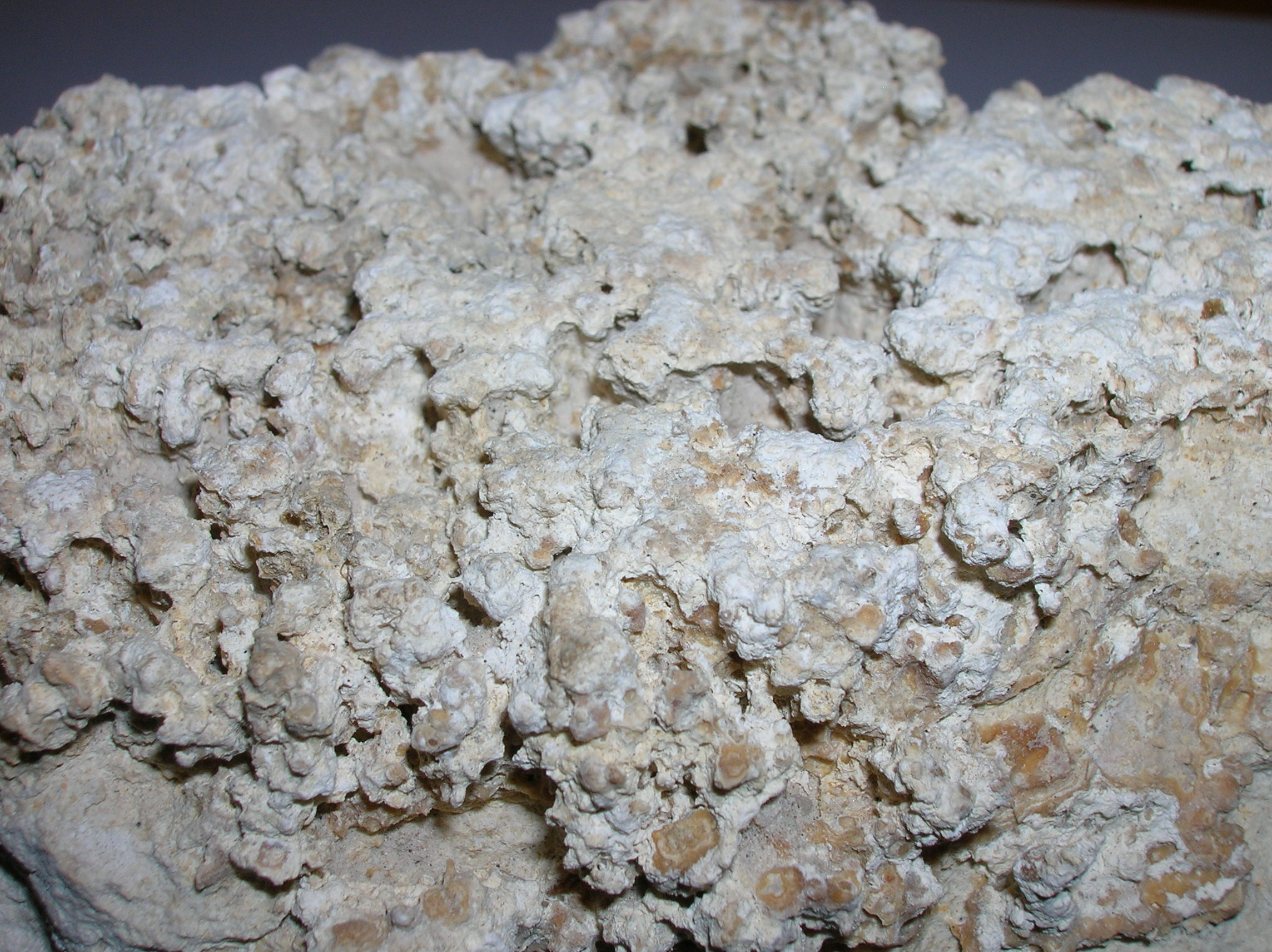
Fosile în calcarele de la Năeni: structuri coraliforme

### Geomorfologie

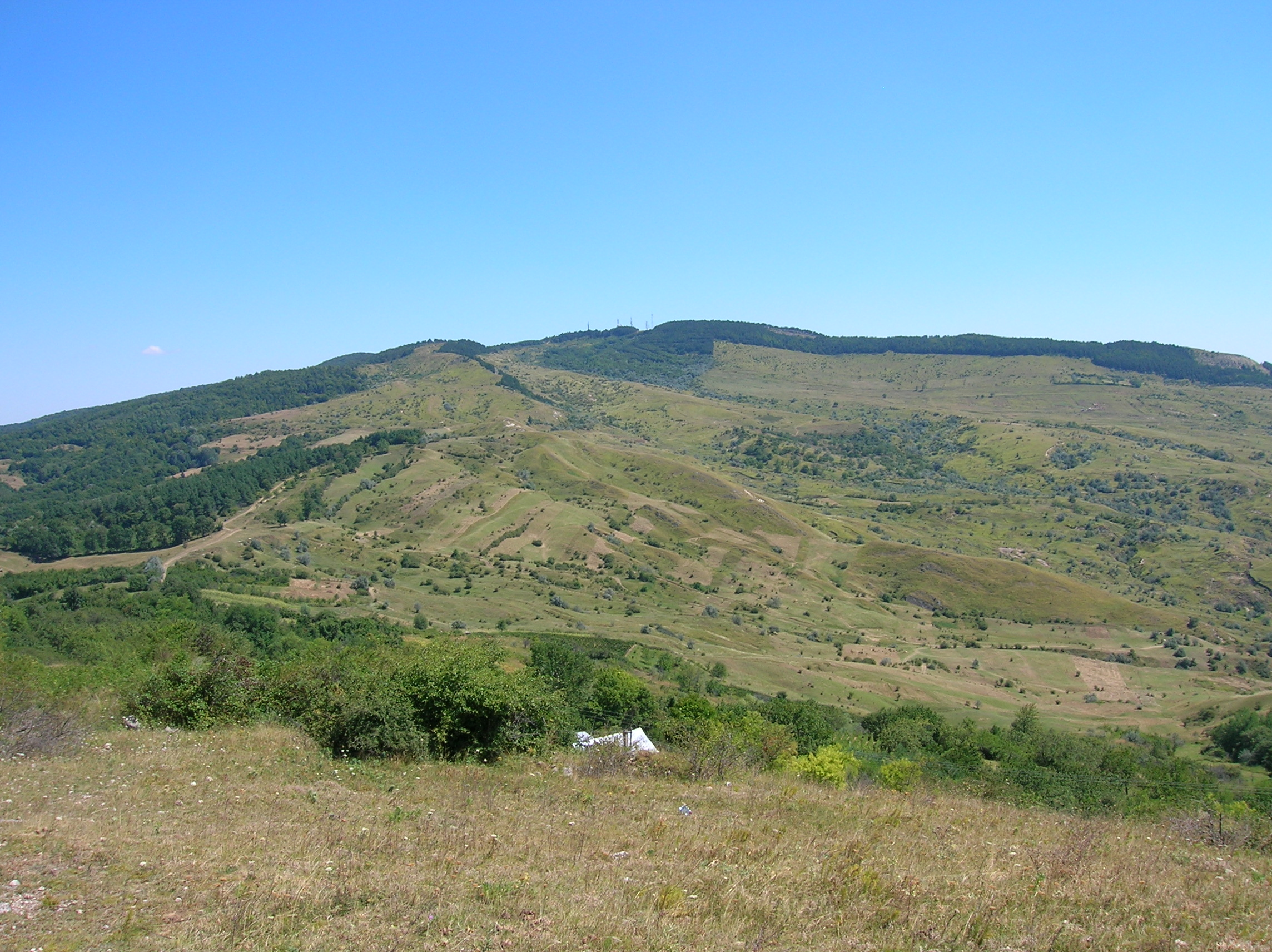
Masivul propriu-zis al Istriței, aici văzut de pe dealul Colarea (din zona Bisericii dintr-o piatră)

Geomorfologic se delimitează o coamă principală orientată de la vest sud-vest spre est nord-est. Din ea pornesc numeroase ramuri spre nord (unde se află depresiunea Nișcovului) sau spre sud (unde se află câmpia), iar spre vest (unde se află Cricovul) se desfac precum degetele unei mâini mai multe ramuri. La capătul vestic se vede astfel tendința formării unor văi pe direcția vest-est.
Vârful Istriței are altitudinea maximă de 749 m (751 m după altă sursă), cu peste 500 m mai sus decât câmpia localizată spre sud. Următorul vârf ca înălțime este Ciortea (609 m), cele două vârfuri găsindu-se în partea mijlocie a culmii principale. În partea de est a Istriței, Dealurile Zoreștilor sunt mai joase, având o structură monoclinală de flanc de anticlinal. Spre vest până în apropiere de Tătaru se dezvoltă din masivul central al Istriței Culmea Ciortea, cu înălțimi de 500-600 m, unde similar calcarele și gresiile meoțiene au condiționat altitudinea mare a acesteia. În zona de vest culmile – cu aspect mai uniform - sunt înclinate ceva mai puternic spre sud.
La vest de Ciortea și la est de Ciuhoi culmea devine mai monotonă, având o lățime care variază semnificativ. În unele locuri se păstrează la nivelul acesteia resturi elevate de relief. Numeroase curmături nu prea adânci se găsesc de-a lungul acestei culmi, una singură dintre ele reprezentată de o înaintare a pârâului Ceptura în dauna bazinului hidrografic al Cricovului, fiind foarte adâncă (înălțimea mai mare de la sud o domină cu cel puțin 190 de m, iar cele de la nord cu mult mai mult). O extindere similară a obârșiei pârâului Schei în dauna bazinelor hidrografice ale Cricovului și Nișcovului, se întâlnește și la nord-vest de satul Marginea Pădurii.
Pe flancurile sudice ale anticlinalului, cu orientare vest-sud-vest – est-nord-est apar sub forma unor cueste depozitele calcaroase. În formațiunile argilo-marnoase de la baza calcarelor de la Năeni apar doline. Lapiezuri de mici dimensiuni dezvoltate pe calcare ocupă suprafețe reduse.
Din culmea principală se desprind ramuri care sunt în general pe direcția nord-sud, numai cele mai mici având și alte direcții. Spre nord unele ramuri se lățesc și ajung până în culmea Nișcovului, iar altele se termină mai departe. Una singură situată la vest de obârșia Nișcovului coboară pană în vatra depresiunii, ajungând la 340 m la Poiana lui Roman, pentru a separa Nișcovul de Cricov. Aceasta se unește la nord cu ramura Stâncii provenită din dealurile Ciolanului. Majoritatea acestor ramuri au culmi înguste, unele fiind pe anumite porțiuni asemenea unei pânze de fierăstrău cu dinții înclinați (cu înclinarea mai mare spre nord și mai mică spre sud). Spre partea inferioară, povârnișurilor acestor ramuri sunt în general mai domoale, fiind alcătuite din alunecări întinse sub forma unor limbi și tăpșane, pe fundul multor văi. Acest aspect se întâlnește cu precădere la văile care merg înspre Nișcov și Cricov. Unele dintre tăpșanele dinspre Cricov dintre Apostolache și Urlați sunt mari și stabilizate de mult, având pe ele sate (e. g. Iordăcheanu). La ramurile sudice situația e ceva mai variată. La sud de mijlocul culmii pârâului Năianca, pornesc ramuri cu culmi ondulate larg și care coboară spre sud treptat, lățindu-se pe măsură ce panta devine tot mai mică. Excepția este reprezentată de Strehanii aflați la nord de Tohani pe culmea de la vest de pârâul Fințestilor.

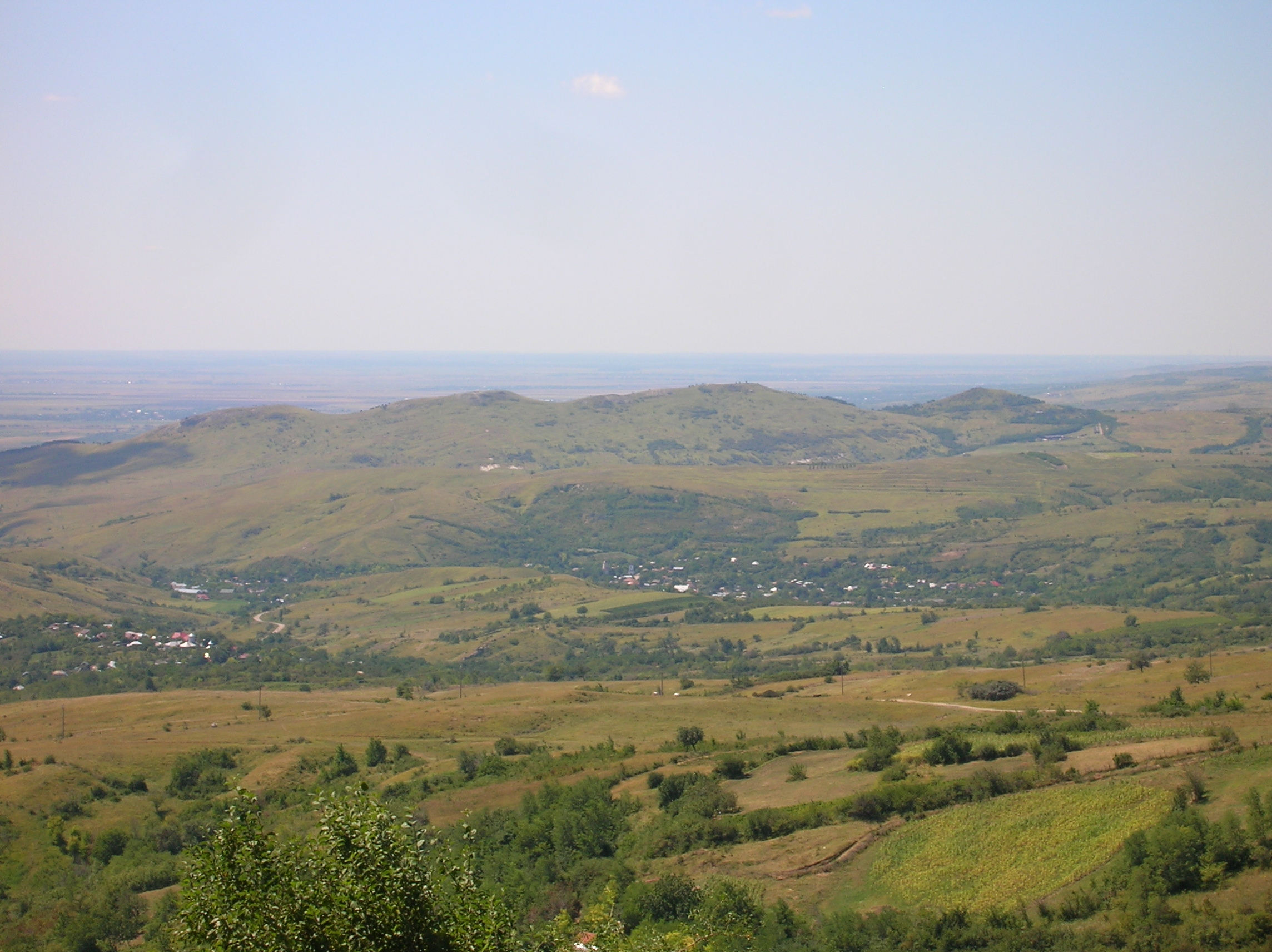
Microdepresiunea Fințești

La vest de vârful Istrița și la sud și sud-vest de partea mijlocie a abruptului culmii principale, în bazinul pârâului Fințeștilor relieful este mai monoton, relativ depresionar, sculptat în sedimentele marnoase din bolta anticlinalului și cu urme evidente de alunecare. Acest relief este însă dominat la sud de câteva înălțimi calcaroase golașe, numite „strehani”, cu stratele de calcar puternic înclinate spre sud (65°). Aceste calcare se regăsesc și pe culmea aflată la est de pârâul Fințestilor, precum și pe cea situată la vest de Strehani. Datorită faptului că ele nu ies însă în relief, doar solul, vegetația și modul de folosire al terenului trădează specificul acestor roci.
Depresiunile intracolinare au aspect de butoniere.
Numeroase văi coboară de pe versanții sudici. Acestea însă sunt puțin semnificative, ele fiind organisme torențiale de diferite mărimi. Numai văile mai mari precum Sărata, Tohani, Năianca ajung să străbată ulterior câmpia piemontană. Cuvertura de depozite care constituie piemontul sudic acoperă cutele subcarpatice marginale. La zona de contact cu câmpia, se remarcă intrânduri ale acesteia în zona colinară sub formă de golfuri (estuare) străbătute de către un râu. Acestea se constată atât pe valea Nișcovului, cât și pe văi mai mici. La poalele dealurilor, în apropierea contactului cu tăpșanurile prin care se face legătura cu câmpia, se află unele curmături.
Grupa sudică a subcarpaților Buzăului – din care dealul Istrița face parte, are caractere specifice reliefate prin contact brusc cu câmpia (în partea de vest cu cea a Gherghiței și, în partea de est cu cea de subsidență a Buzăului prin fâșia glacisului Istriței de 110-300 m), masivitate, altitudini mari, forme de relief impuse net de structură și petrografie, precum și zone depresionare tipic subcarpatice. Astfel, contactul dealului către Câmpia Română se realizează deosebit de brusc atât prin linii de falie (în partea de est), cât și prin căderea monoclină a flancului sudic al anticlinalului principal,
În raport cu celelalte câmpii piemontane de la poalele Subcarpaților, câmpia piemontană subcolinară de acumulare de la poalele sudice ale Istriței este semnificativ mai îngustă.  Aceasta s-a format datorită îngemănării conurilor de dejecție ale apelor torențiale, care au spălat de pe versantul sudic un material aluvionar variat. În zona Mizilului relieful acesteia este în general plan, fără trepte de eroziune în partea superioară și se lasă spre sud-est în pantă lină, pentru a se pierde în zona de luncă înecată în aluviuni.
Un număr mare de geomorfosituri există la nivelul acestei unități de relief.

### Climă
Regimul heliotermic este foarte favorabil viței de vie. Cele mai ploioase luni sunt mai și iunie, iar perioadele secetoase sunt februarie - martie și iulie - august. Ploile de vară adesea au un caracter torențial, contribuind la procesul de eroziune. Calamități provocate de ploi însoțite de vânturi puternice și de grindină se manifestă doar pe alocuri și au loc odată la 10-15 ani.
Temperaturile medii anuale înregistrate la altitudinea de circa 200 m variază între 10,5 – 11,5 ° C, cu medii maxime în iulie și medii minime în ianuarie. Precipitațiile medii anuale înregistrate la mai puțin de 250 m de altitudine sunt de 599,1 mm și cresc cu altitudinea, fiind de așteptat ca la altitudinea de 700 m să se afle în jurul valorii de 700 mm. Fenomenul de secetă poate fi frecvent, în special la nivelul versanților sudici.

### Hidrografie

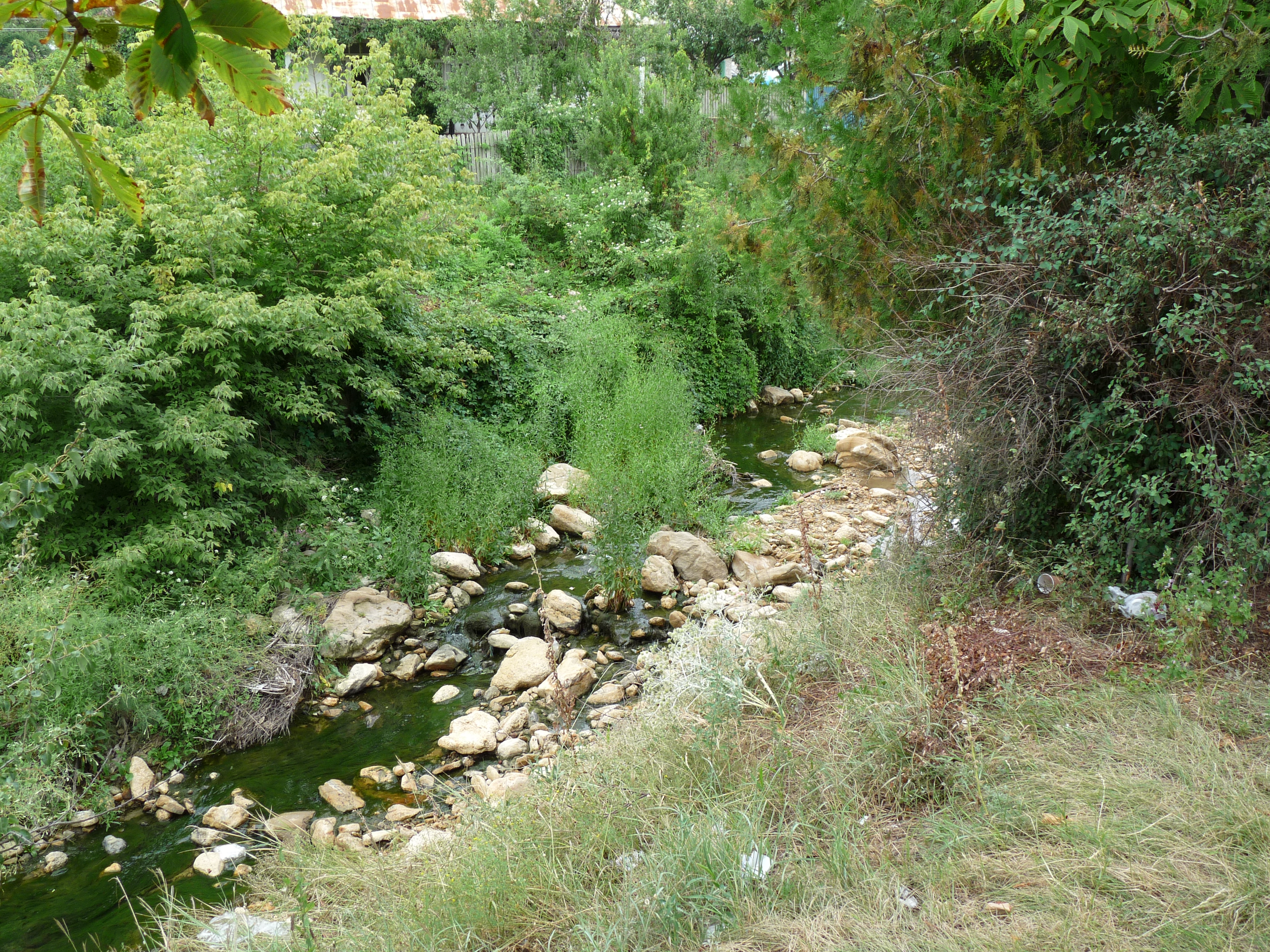
Apa Sărății

Râurile Cricovul Sărat, Nișcov și Buzău circumscriu masivul deluros în zonele de vest, nord și est. De pe versanții sudici izvorăsc râurile Tohani (Ghighiu), Năianca și Sărata. Arealul aparține bazinelor hidrografice ale Buzăului (râul Nișcov) și Ialomiței (râurile Cricovul Sărat, Tohani-Ghighiu, Năianca și Sărata).
Ape minerale se găsesc în principal în arealul geografic al stațiunii Sărata Monteoru și sunt cloruro-sodice, sulfatate, sulfuroase, bromurate și iodurate sau cu mineralizare complexă. În zonă se întâlnesc izvoare sărate cu hidrogen sulfurat la nivelul anticlinalului nord-estic al Văii Rele.

### Vegetație

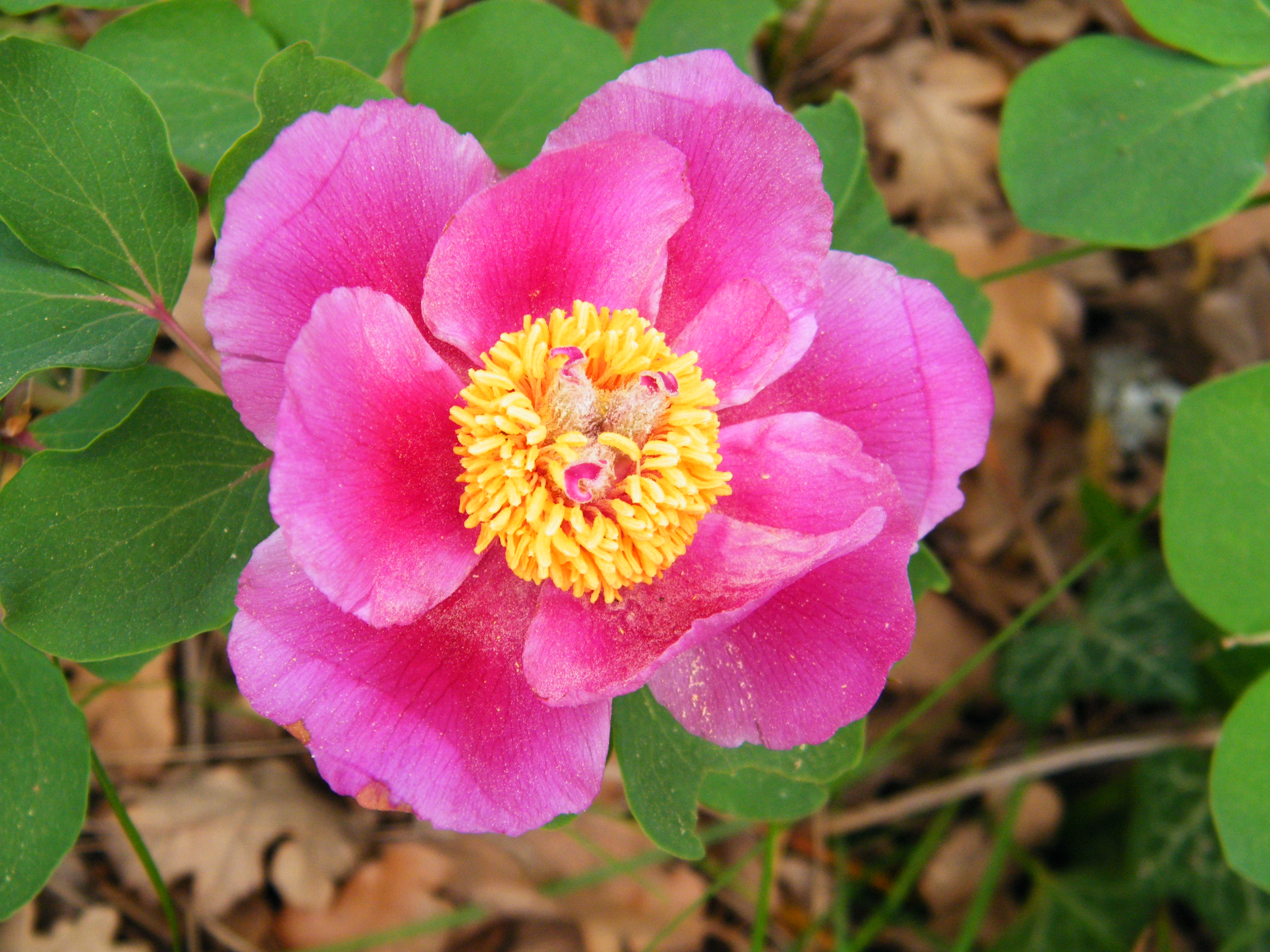
Paeonia daurica Andrews

Se pot remarca influențele fitogeografice estice, continentale, cu începere din capătul vestic al Dealului Istrița. Se întâlnește la nivelul acestuia o mare varietate de condiții de microclimat pe suprafețe mici, destul de clar separate. Apar astfel trei tipuri de zone de vegetație:
- stepă (cu predominanța speciilor xerofile și cu 2 subetaje distincte – sub 400 m și respectiv la 700-750 m altitudine)[21]
- silvostepă (cu 3 subetaje distincte – stejar asociat cu specii pontico-mediteraneene în jurul a 400 m, specii mezofile asociate cu vegetație stepică la 500 m altitudine, precum și asociații de specii doar mezofile în zonele mai umede)[21]
- pădure (aflată la peste 500 m altitudine, cu 2 subetaje distincte – carpen-gorun și fag-carpen, în zonele mai umede).[21]

Împădurite (parțial), sunt pantele nordice și estice. În ultima jumătate de secol s-au adăugat în zona superioară pe versantul sudic al dealului în zona stâncoasă (calcaroasă) plantații de pin negru, cu rol de protecție împotriva căderilor de bolovani. Zone destul de mari de pe pantele sudice ale dealului aflate la altitudini mai mici, sunt ocupate de Sălcioară, măceș și păducel.
Particularitățile locale de climă și substratul calcaros favorizează vița de vie, care ocupă suprafețe mari. Livezi, culturi de porumb, lucernă și leguminoase, fânețe sau pajiști (suprapășunate de oi, vaci și capre), ocupă suprafețe relativ mici, astfel că rezultă un peisaj de tip mozaic. În raport cu Vârful Istrița, la vest de acesta ascensiunea satelor a împins limita pădurilor spre creastă, locul acestora fiind luat în principal de către vița de vie și mai puțin de către livezile de pomi fructiferi. În estul vârfului, datorită existenței unor zone mai înalte precum și a ascensiunii mai reduse a satelor spre creastă, arealul  viticol este îngustat.
În zona masivului Istriței, la Gura Sărății, la Sărata Monteoru și în arealul Pădurii Ciuhoiu se află mici populații ale unei specii de bujor: Paeonia triternata (sin. P. daurica Andrews).

### Faună

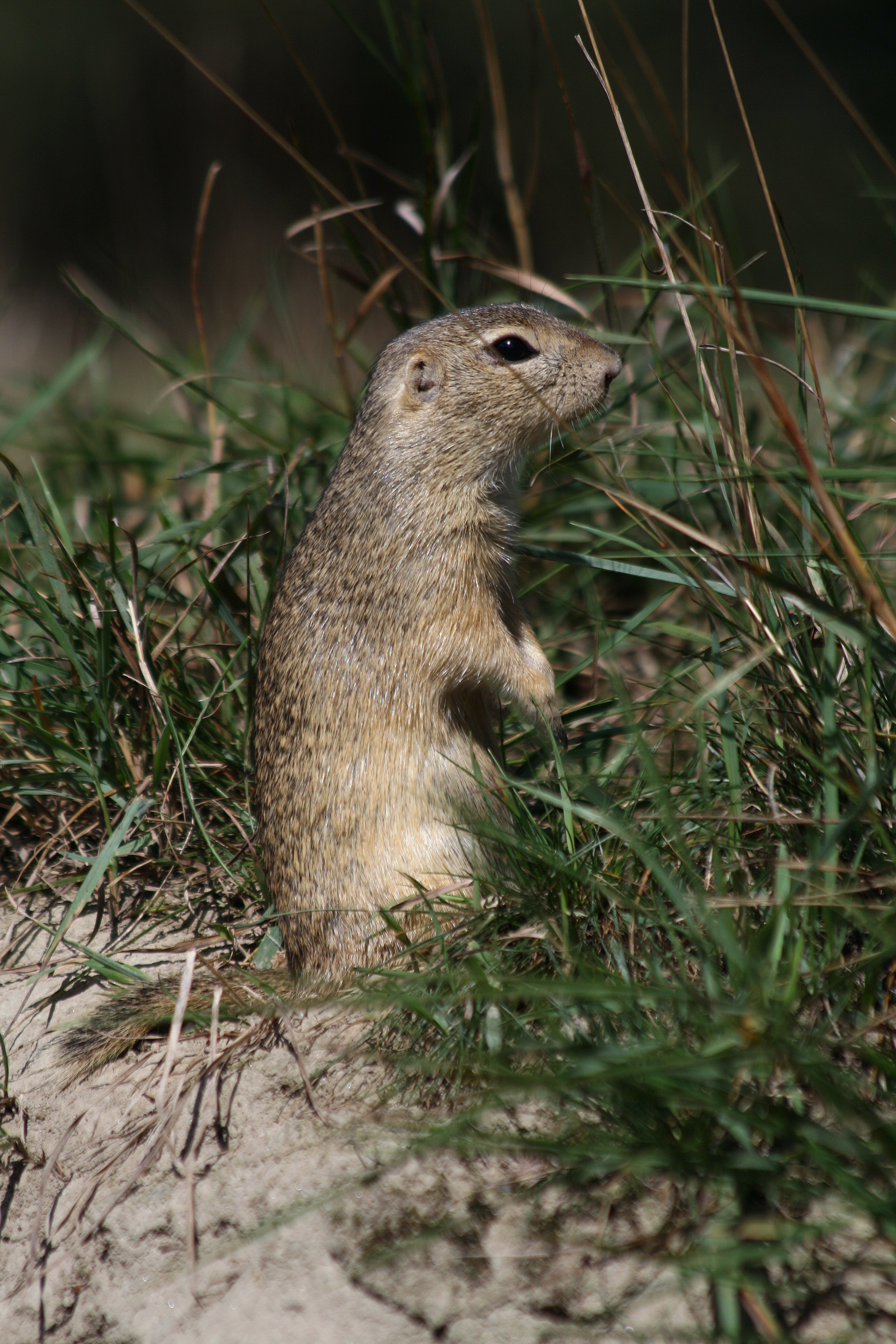
Popândău european

Numărul nevertebratelor de pe dealul Istrița este remarcabil. Fauna de lepidoptere de aici, are asemănări semnificative cu lepidopterofauna Dobrogei. La nivelul dealului Istrița au fost identificați 504 taxoni din grupul Macrolepidoptera (mai mult de o treime – 33.42% din cei 1508 taxoni de Macrolepidoptera de pe teritoriul României). Împreună cu taxonii de Microlepidoptera, totalul speciilor de Lepidoptera de aici ajunge la aproximativ 1.000.
Prezența versanților calcaroși cu expoziție sudică, reprezintă habitatul optim al unor specii de lepidoptere termofile și xerotermofile cunoscute în foarte puține localități ale României și chiar ale Europei. Astfel, printre speciile cu valoare din punct de vedere zoogeografic se află: Hipparchia volgensis delattini Kudrna, Scotopteryx ignorata Huemer & Hausmann, Cucullia fraterna Butler, Euxoa vitta, Euxoa hastifera pomazensis Kovács, Aedia leucomelas, Chrysodeixis chalcites, Dichagyris candelisequa
La nivelul sitului Natura 2000 ROSCI 0057 Dealul Istrița, se regăsesc specii de faună protejate strict: Lycaena dispar (fluturele purpuriu), Leptidea morsei (fluturele de muștar) și Lucanus cervus (rădașca), precum și o specie subiect de conservare: Spermophilus citellus (popândăul european).

Specii protejate strict în arealul sitului „Dealul Istrița”
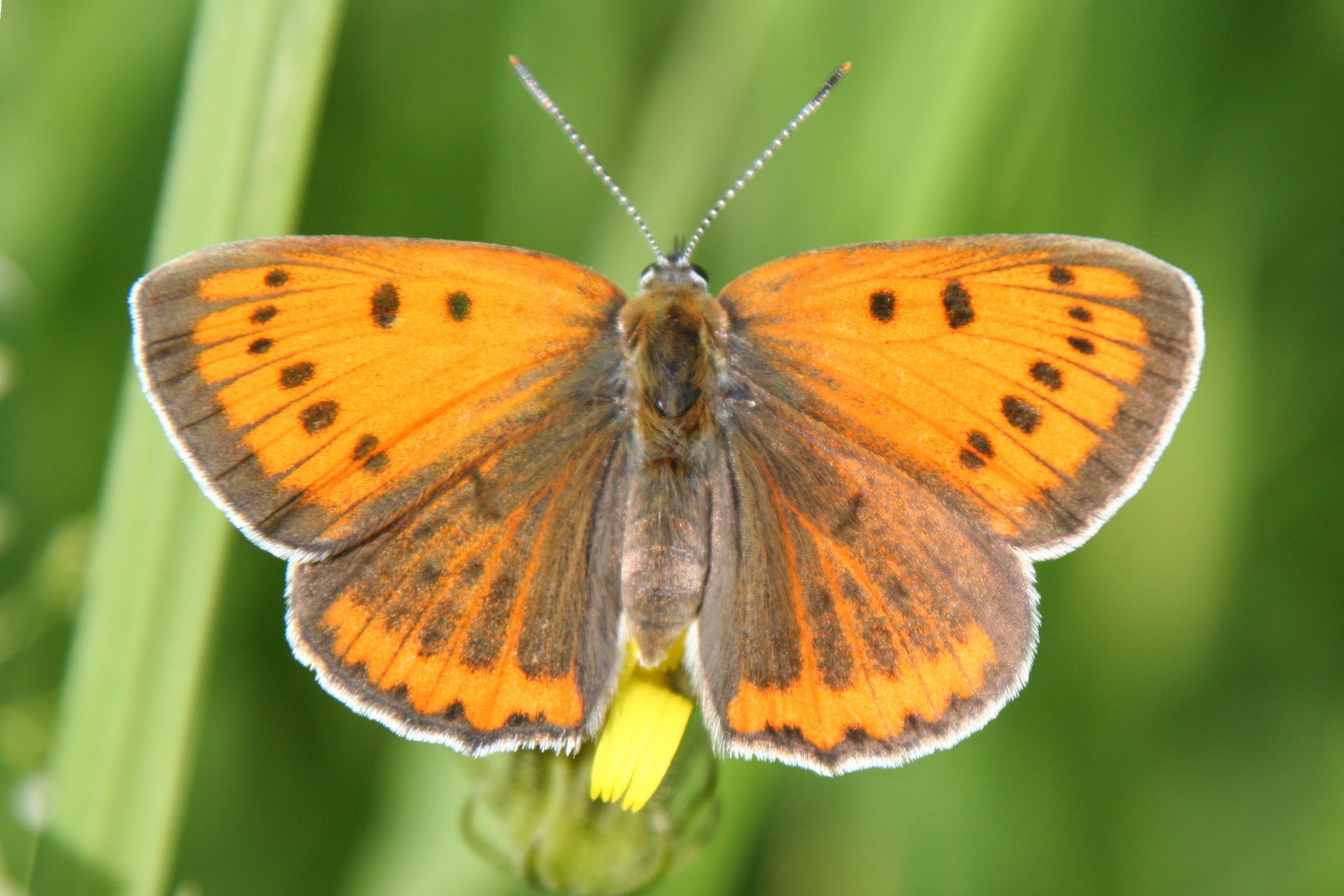
Femelă de fluture purpuriu
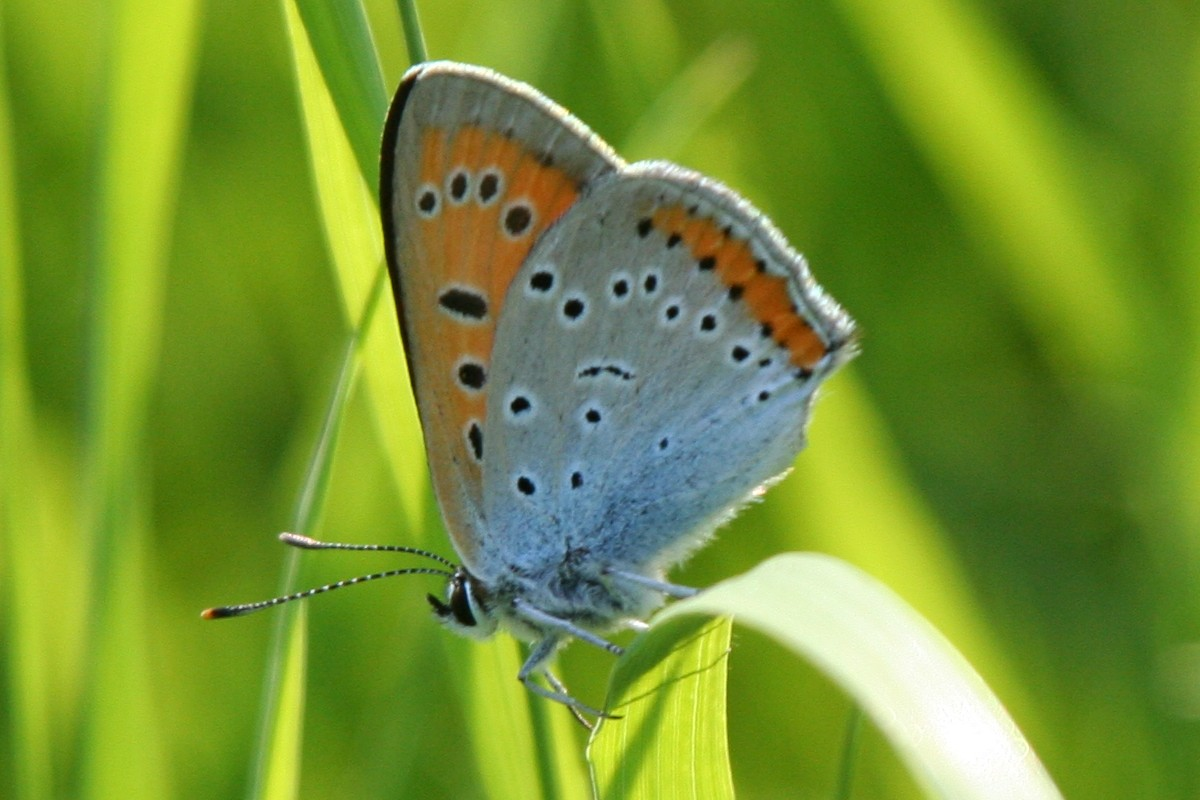
Mascul de fluture purpuriu
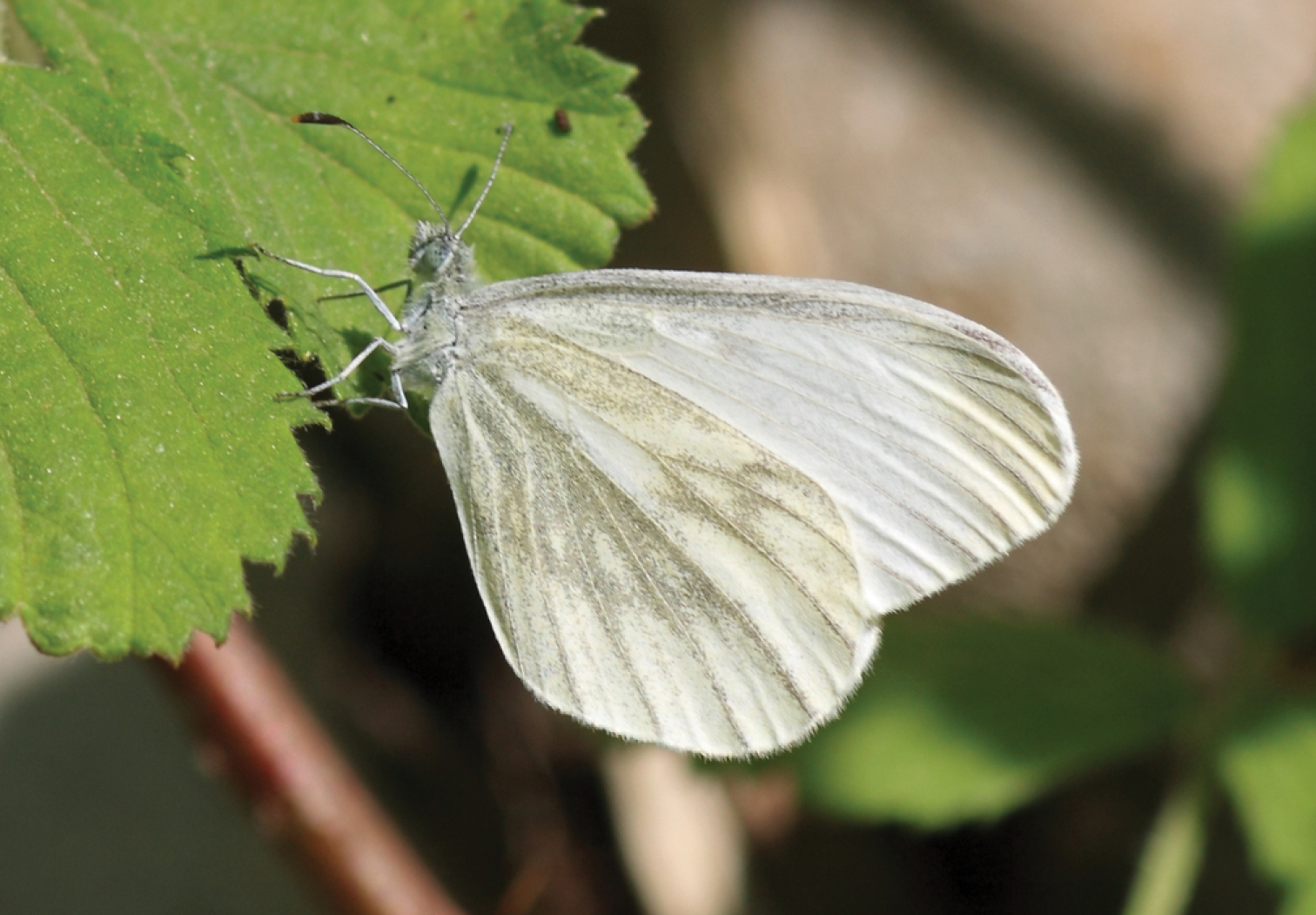
Fluture de muștar
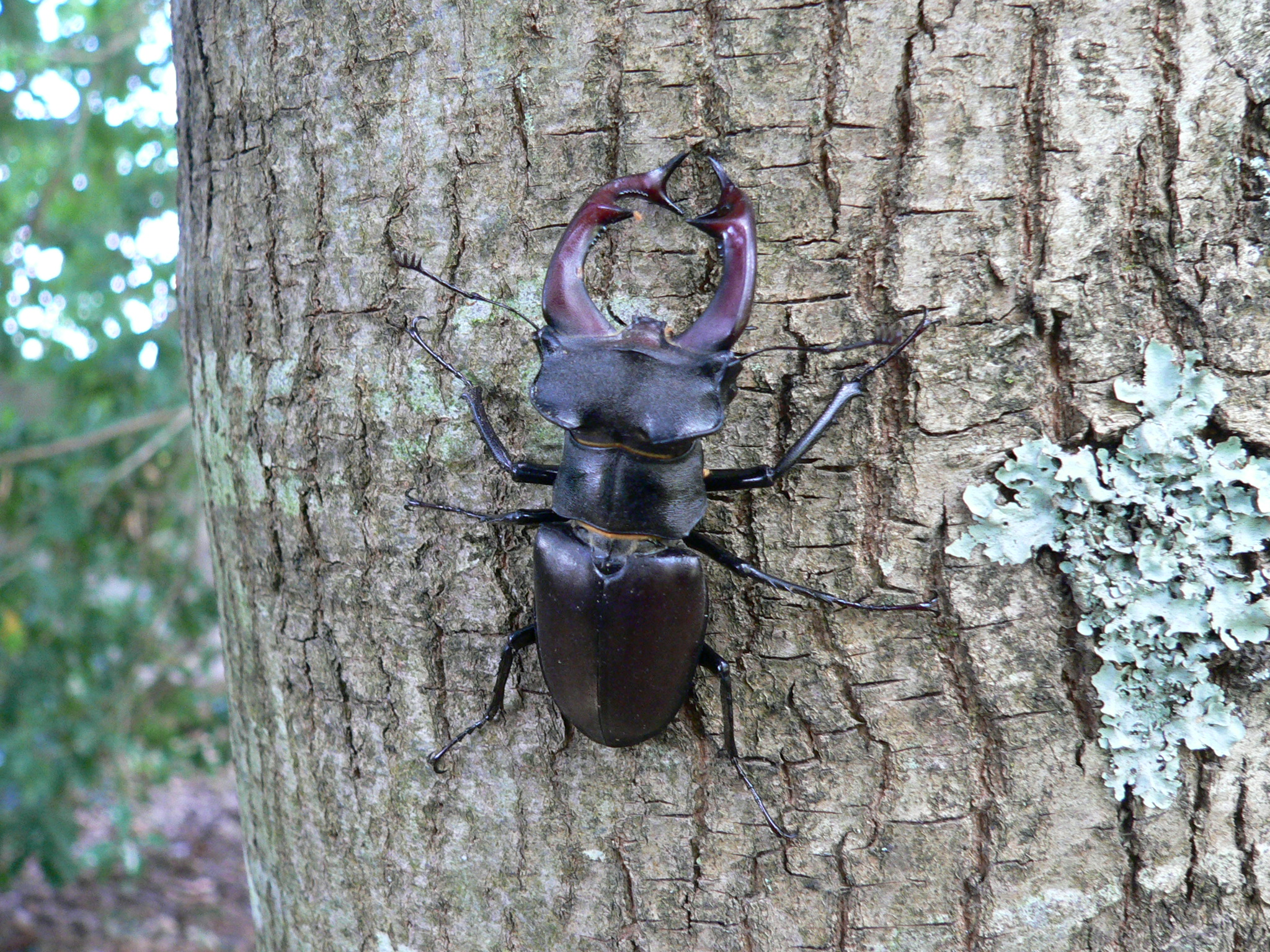
Rădașcă mascul
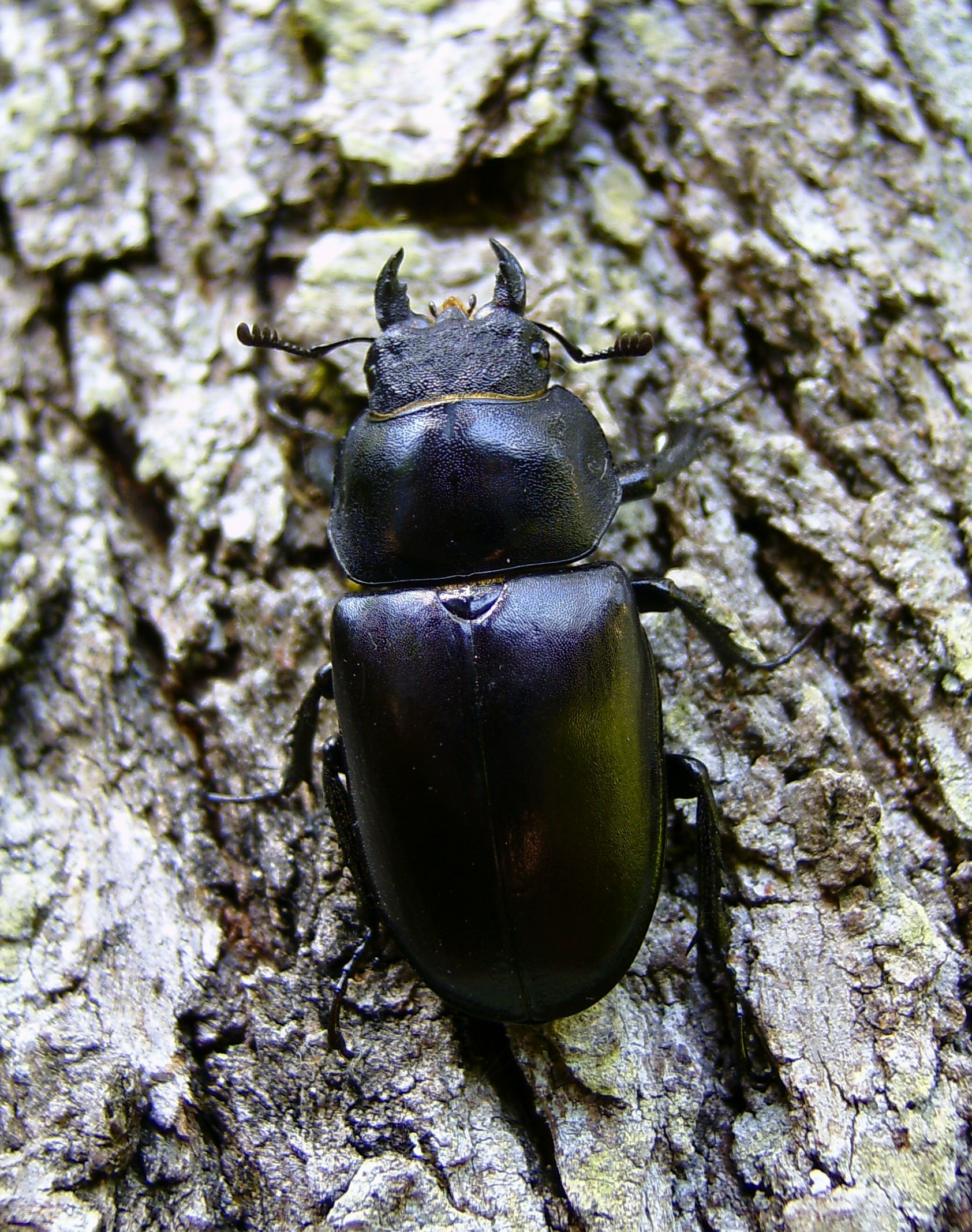
Rădașcă femelă

„Pentru detalii suplimentare privind fauna existentă, vezi Dealul Istrița (sit SCI)”

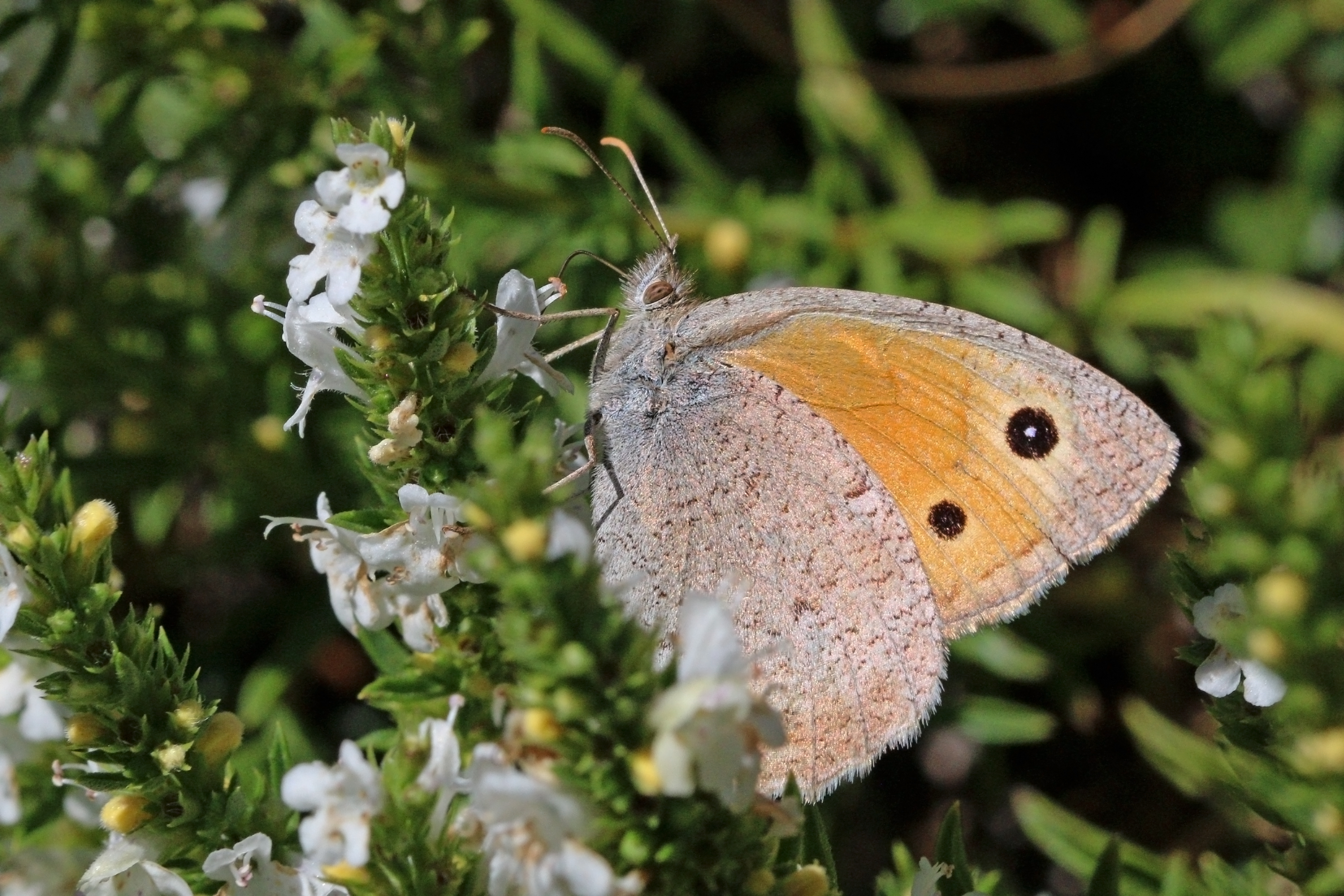
Hyponephele lycaon

În arealul sitului Natura 2000 ROSCI0235 Stânca Tohani, fost semnalată o specie de fluture de interes național: Hyponephele lycaon. De asemenea, studiul avifaunei din zonă a certificat prezența 90 de specii de păsări, din care aproximativ 20 clocitoare în perimetrul sitului sau în imediata lui vecinătate. Din restul de 70 de specii, o mare parte dintre ele sunt prezente în special în timpul perioadei de pasaj.

## Factorul antropic

### Împărțirea administrativă
Din punct de vedere administrativ se întinde pe teritoriul județelor Buzău (în partea de est, preponderent) și Prahova (în partea de vest), următoarele comune incluzând în arealul lor administrativ segmente din masiv:
- județul Buzău: Merei, Pietroasele, Breaza, Năeni, Tisău, Vernești[46]
- județul Prahova: Jugureni, Gura Vadului, Vadu Săpat, Fântânele, Ceptura, Gornet-Cricov, Apostolache, Sângeru, Tătaru, Călugăreni, Lapoș[46]

În mod caracteristic pentru acest deal, satele din acest areal urcă adesea pe culmi până spre vârf.

### Economia

#### Viticultura
Ca pondere și specializare ale terenurilor cultivate, predomină vița de vie (pentru care solurile sunt excelente). Podgoriile formează aici bazine compacte, cu viță-de-vie din soiuri nobile, cultivată preponderent pentru vin.

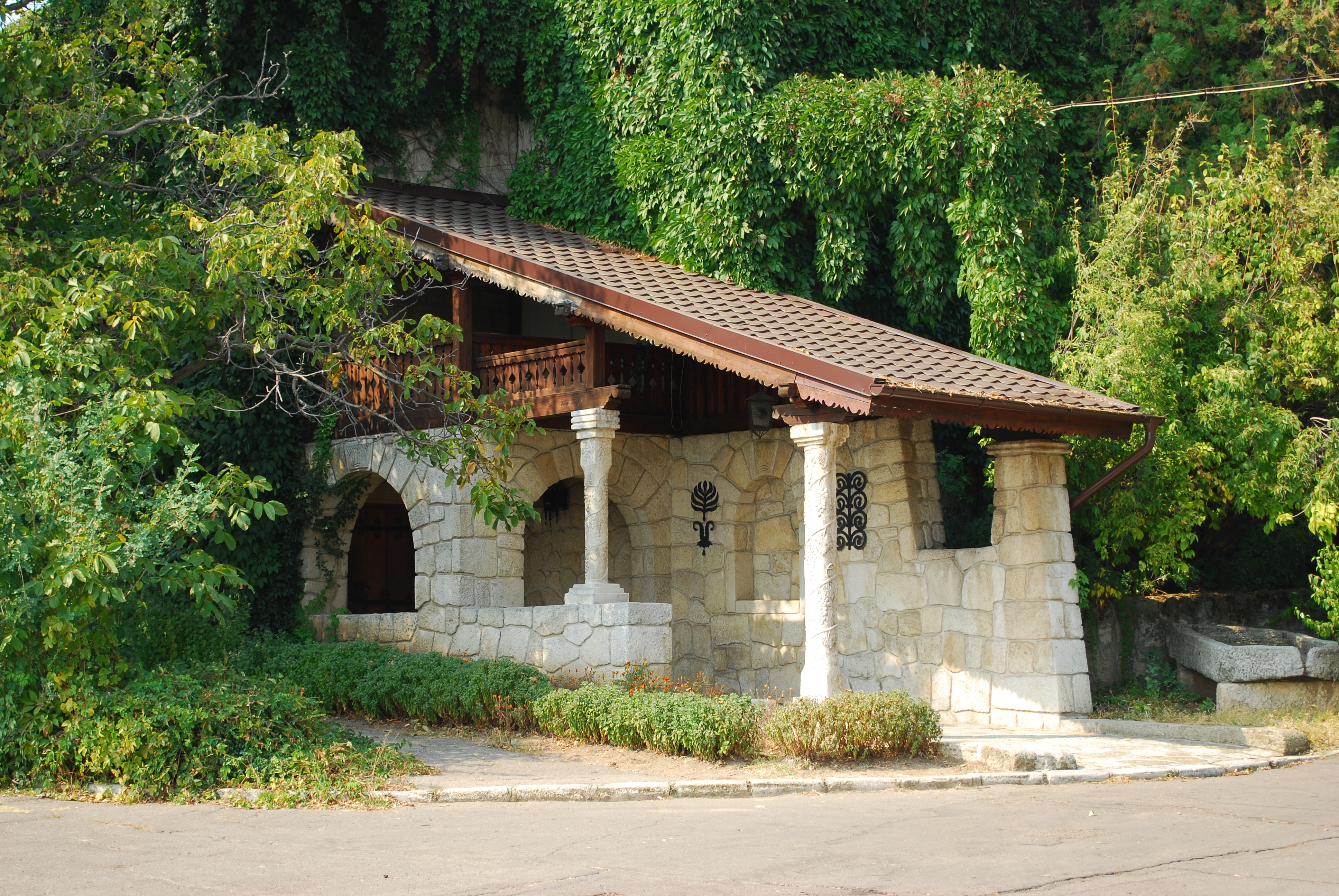
Stațiunea de Cercetare Dezvoltare pentru Viticultură și Vinificație Pietroasa

Pe versanți sudici și sud-estici se întind mai ales plantații viticole care aparțin Podgoriei Dealu Mare, care este patria vinurilor roșii. În componența acestora intră din arealul corespunzător Dealurilor Istriței centrele viticole Zorești, Merei, Pietroasa, Breaza, Cricov,Tohani, Ceptura. În partea vestică a comunei Pietroasele se află Stațiunea de Cercetare Dezvoltare pentru Viticultură și Vinificație Pietroasa Producerea vinurilor roșii se află pe primul loc în cea mai mare parte a podgoriei, în centrele viticole Ceptura, Tohani, Breaza, Merei și Zorești. La Cricov vinurile albe sunt cele care domină, iar la Pietroasa capătă importanță producția de vinuri dulci.
În regiune se produc vinurile cu denumire de origine controlată „Dealul Mare” și „Pietroasa”:
La baza producerii vinurilor roșii cu DOC „Dealul Mare”, stau soiurile Cabernet Sauvignon, Fetească neagră, Merlot, Pinot noir și Burgund mare. Vinurile albe de calitate  se produc din soiurile Riesling italian, Fetească albă, Pinot gris,  Sauvignon și Muscat Ottonel. Vinurile din soiul Feteasca regală produse nu au primit dreptul de a fi valorificate cu denumire de origine. Se mai produc vinuri petiante și vinuri spumante de calitate, inclusiv de tip aromat. La Ceptura, Tohani și  Merei vinurile roșii sunt mai robuste decât la Valea Călugărească si Urlați, viguroase și cu o intensitate crescută a culorii. Preponderența soiurilor Pinot noir, Burgund mare, Merlot, Riesling, și Pinot gris este favorizată de existența în partea estică a Podgoriei Dealu Mare a calcarelor sarmatice, a argilelor, a gresiilor și tufurilor dacitice precum și a depozitelor de nisipuri fine în alternanță cu pietriș.
Principala direcție de producție pentru vinurile cu DOC „Pietroasa” este reprezentată de vinurile dulci și aromate, realizate din struguri culeși târziu, la supramaturare. Tămâioasa românească, este vinul emblematic al podgoriei, reprezentând cel mai valoros vin din acest soi, produs din țară.  Busuioaca de Bohotin are aici una dintre zonele unde acest soi dă vinuri deosebite, replici în altă gamă cromatică, a vinurilor de Tămâioasă Românească. Tot aici se află unul dintre cele două areale favorabile din punct de vedere oeno-climatic din România,  pentru soiul Grasă, acest soi avându-și în această regiune „a doua sa patrie”. Se mai produc vinuri roșii de calitate, din soiurile Fetească neagră, Cabernet Sauvignon, Merlot și Pinot noir, precum și vinuri albe de calitate superioară din soiurile Fetească albă, Fetească regală și Riesling italian. Vinurile cu DOC „Pietroasa” se produc aici ca vinuri soi și vinuri sortiment (alb, roșu și rozé).

#### Pomicultura
La Tohani se cultivă de un secol și jumătate migdali și - mai nou, smochini. Arealul de cultivare al migdalului începe de la Tohani și se întinde în județul Buzău până la Năeni, Săhăteni, Breaza și Pietroasele, unde creșterea acestuia se desfășoară în gospodării particulare. În trecut în comuna Pietroasa au existat plantații de pomi fructiferi  (migdal și nuc pe versanții cu pante mari). După retrocedarea terenurilor acestea nu au mai fost îngrijite, iar cele care au rămas sunt degradate.
Există la poalele Istriței la Săhăteni, o pepinieră pomicolă cu același nume ca dealul, înființată în 1883, Pepiniera Istrița (filială a Universității de Științe Agronomice și Medicină Veterinară din București.

#### Resursele minerale
Calcarele de vârstă sarmațiană superioară care apar sub forma unui complex carbonatic amplasat pe flancurile anticlinalului Istriței, cu orientare vest-sud-vest – est-nord-est, cu o lungime de 10 km și numeroase întreruperi, grupate în perimetrele Năeni, Istrița, Pietroasele, Ciuhoiu, sunt folosite ca și piatră brută sau cioplită pentru construcții, monumente funerare, materie primă pentru prepararea varului și prin măcinare și pentru prepararea filerului necesar acoperirii îmbrăcăminților asfaltice. La Năeni există și o exploatare de nisipuri cuarțoase.
La Sărata-Monteoru industria extractivă este prezentă printr-o mină de petrol cu orizonturi săpate la  adâncimi de 240 și respectiv 320 m, fiind singura mină de exploatare a petrolului din Europa și a doua din lume de acest tip.

#### Turismul
Turismul beneficiază atât de pe urma stațiunii Sărata Monteoru, cât și de pe urma obiectivelor din arealul Pietroasele-Năeni, sau a accesului la podgorii – Drumul Cramelor. Satele pomi-viticole, răspândite în special pe povârnișurile sudice și sud-estice ale Dealurilor Istriței, pot susține activitatea turistică pe tot timpul anului prin oferirea după perioada recoltării, de preparate rezultate din struguri și fructe.
La nivelul zonei se desfășoară anual cu începere din 2016 „Istrița Escape”, competiție de alergare montană cu plecare și sosire în stațiunea Sărata Monteoru. În anul 2017 ediția a II-a s-a desfășurat pe 3 trasee: de maraton, semimaraton și pe un traseu de 9 km.

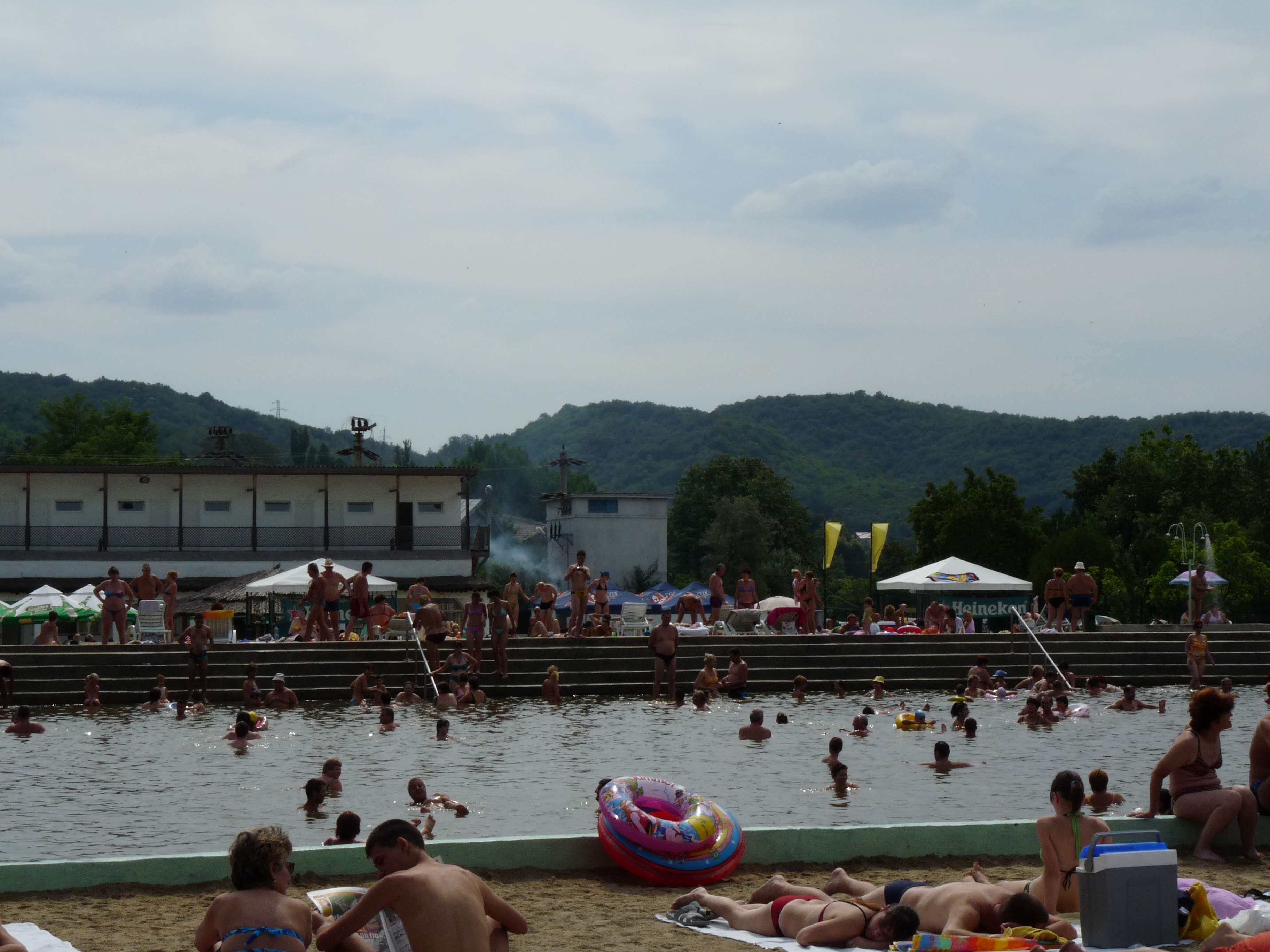
Bazinul cu apă sărată de la Sărata Monteoru
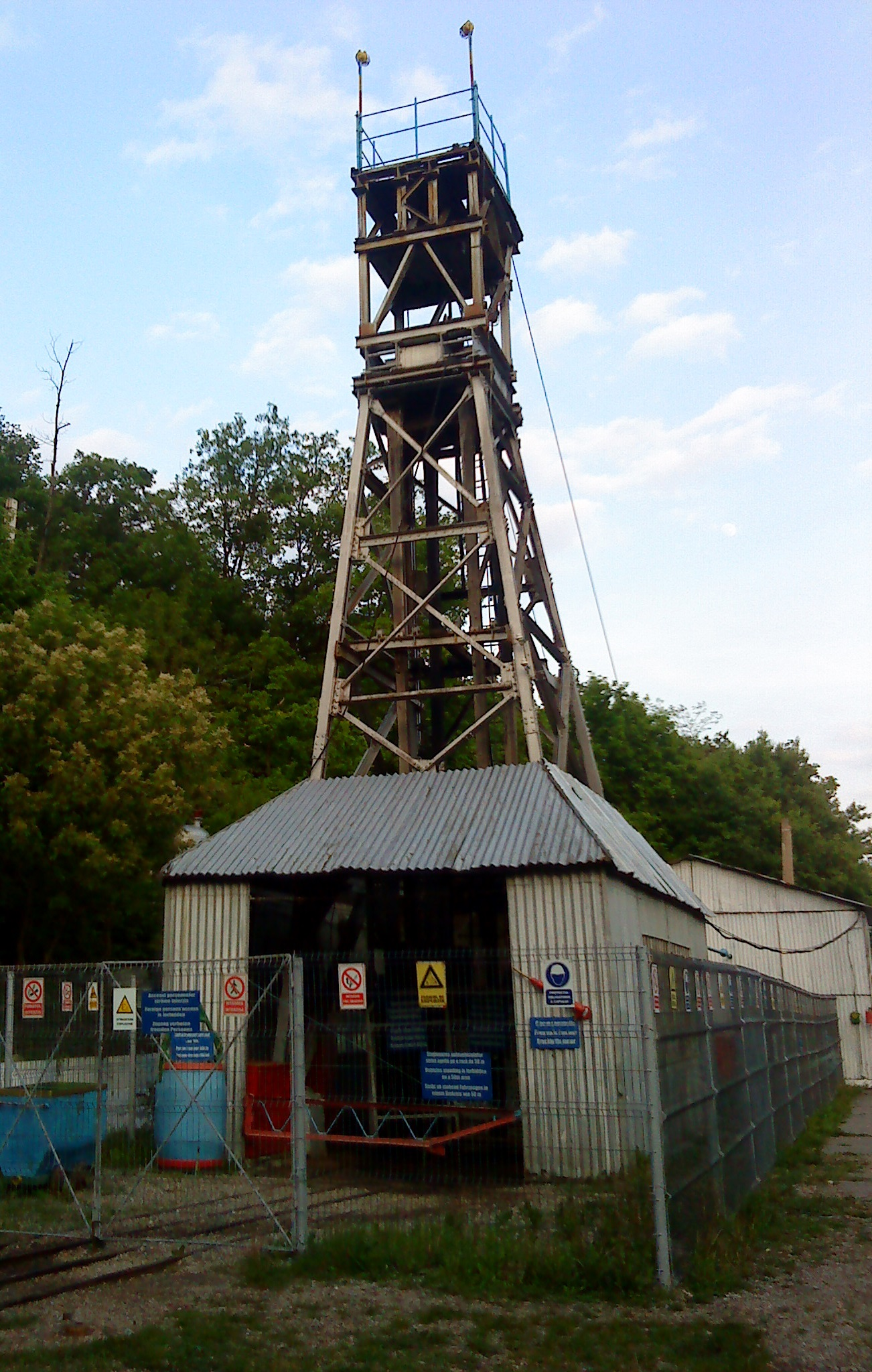
Mina de petrol de la Sărata Monteoru
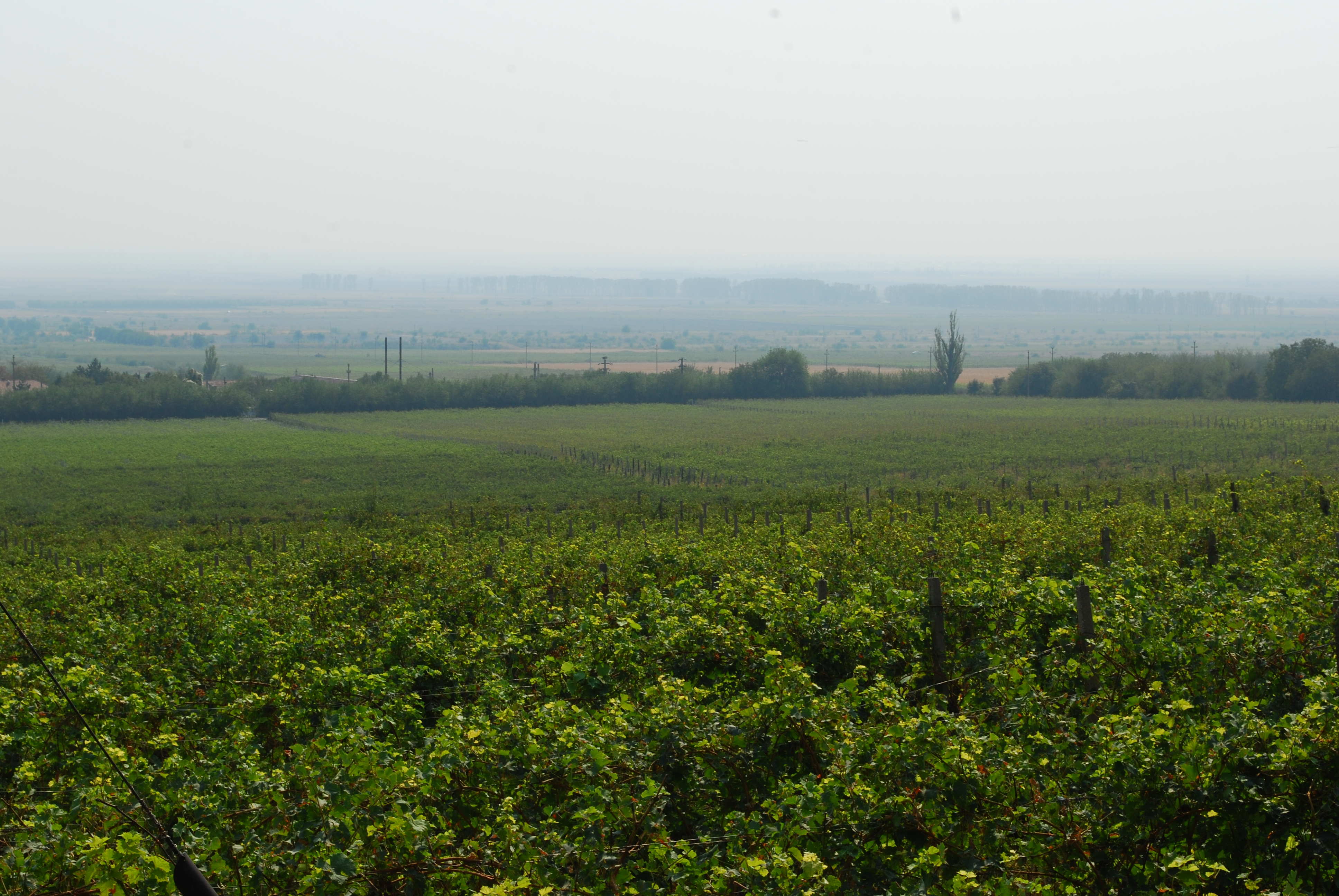
Plantație de viță-de-vie a Stațiunii de Cercetare Dezvoltare pentru Viticultură și Vinificație Pietroasa

#### Obiectivele turistice și culturale
- Porțiunea estică a unuia din Drumurile Vinului (cu porțiunea alăturată dealului Istrița dintre  Urlați, Ceptura, Fântânele, Tohani și Gura Vadului)[75]
- Drumul Cramelor – prelungirea buzoiană a Drumului Vinului[76] prahovean[75] (cu porțiunea alăturată dealului Istrița dintre Vernești - Merei - Pietroasele - Năeni - Săhăteni)[77]
- Biserica dintr-o piatră,[78] așezarea și mormintele preistorice[79] de pe dealul Colarea, precum și tabăra de sculptură de pe dealul Tigoarea (comuna Năeni)[80]
- Castrul și termele romane și locul descoperirii Tezaurului de la Pietroasele (comuna Pietroasele)[80]
- Cetatea dacică de la Gruiul Dării[81] (în zona localității Pietroasa Mică din Comuna Pietroasele)[82]
- Chilia lui Ambrozie[83] de la Piatra Șoimului[84] și punctul de belvedere de pe vârful Istrița (comuna Breaza)[85]
- Stațiunea balneo-climaterică Sărata Monteoru (comuna Merei)[86]
- Podurile de piatră de pe DJ205 (aflate între Clondiru de Sus - Comuna Pietroasele și Izvoru Dulce - Comuna Merei)[87]

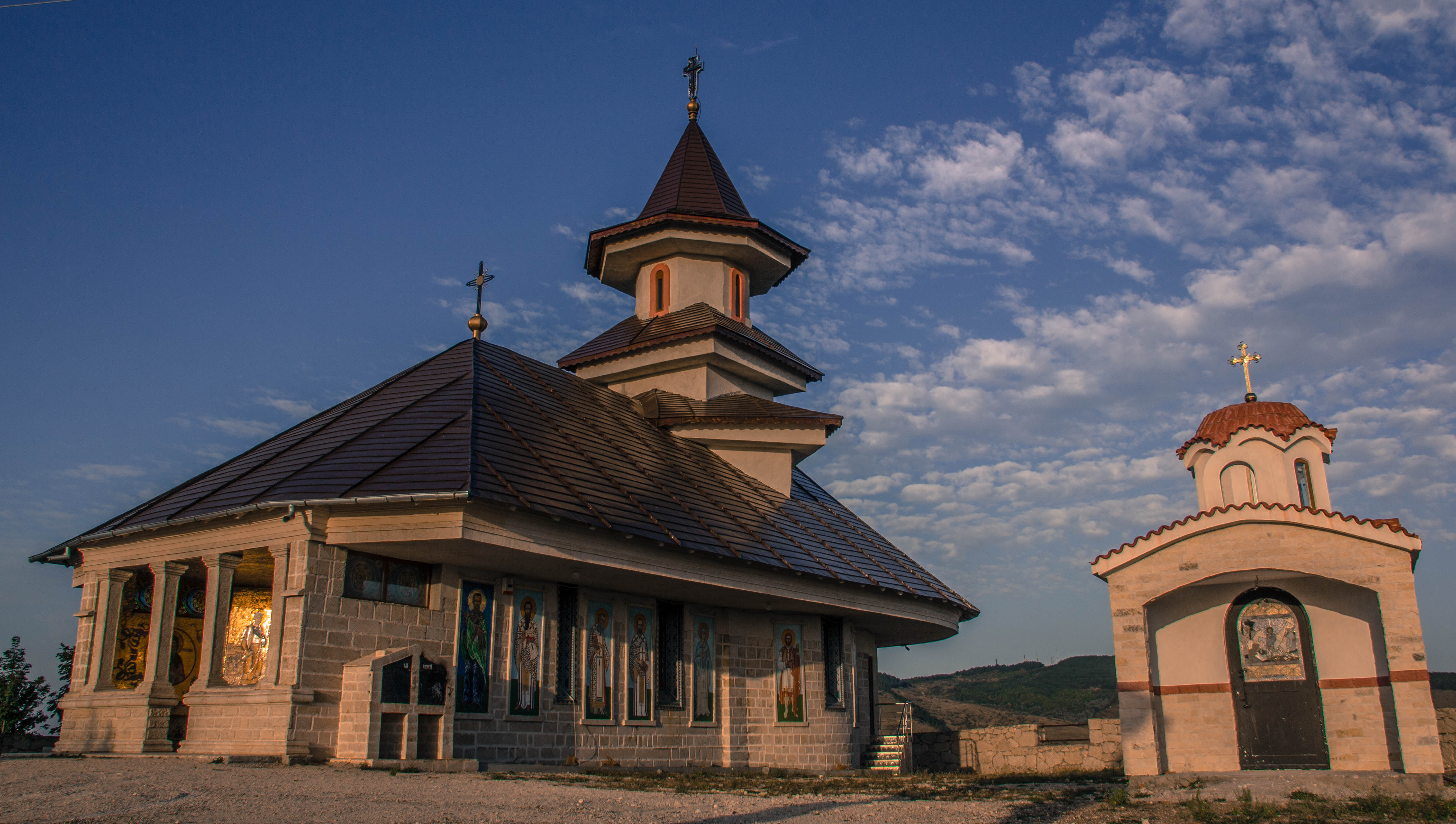
Biserica dintr-o Piatră de la Năeni
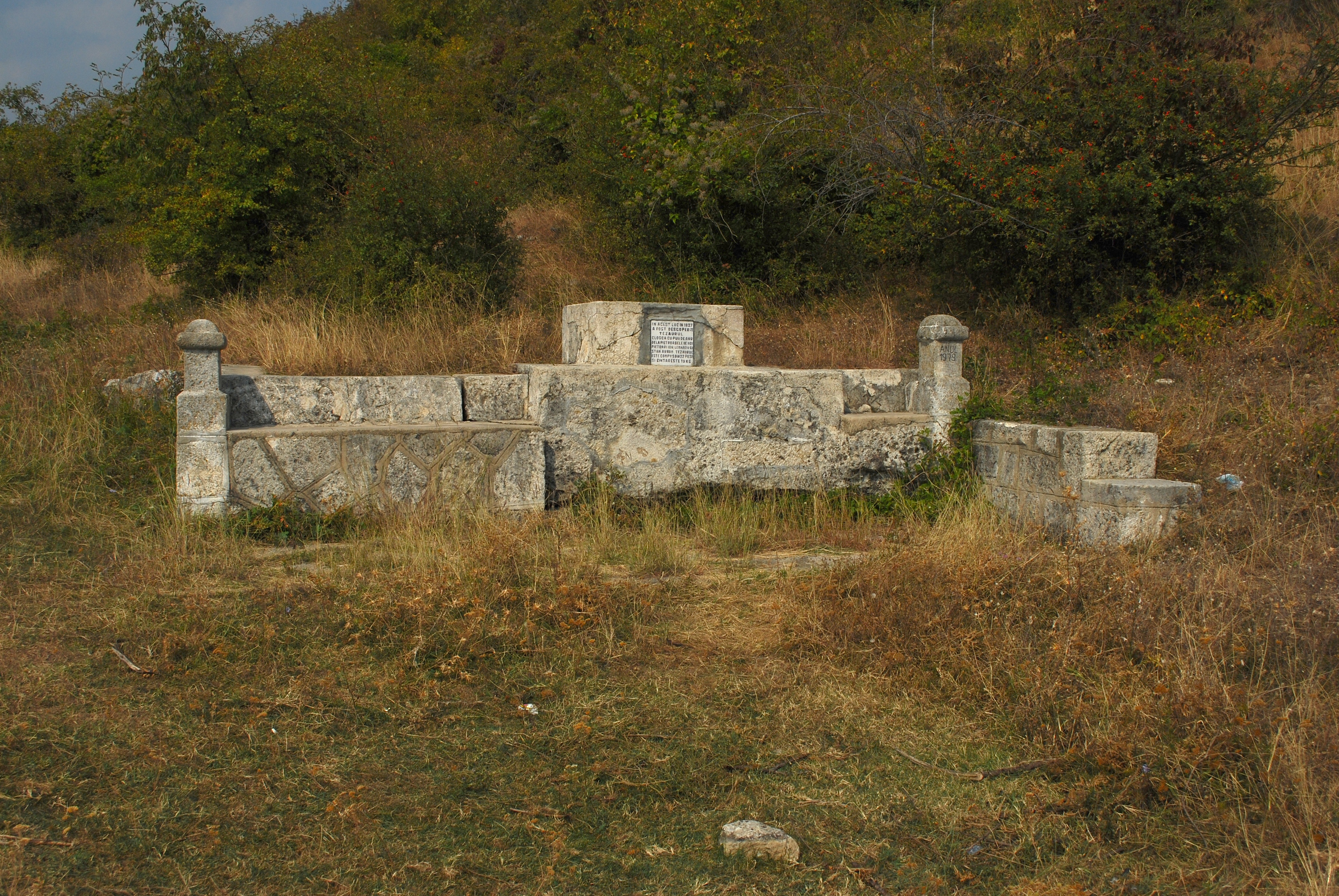
Locul descoperirii Tezaurului de la Pietroasele
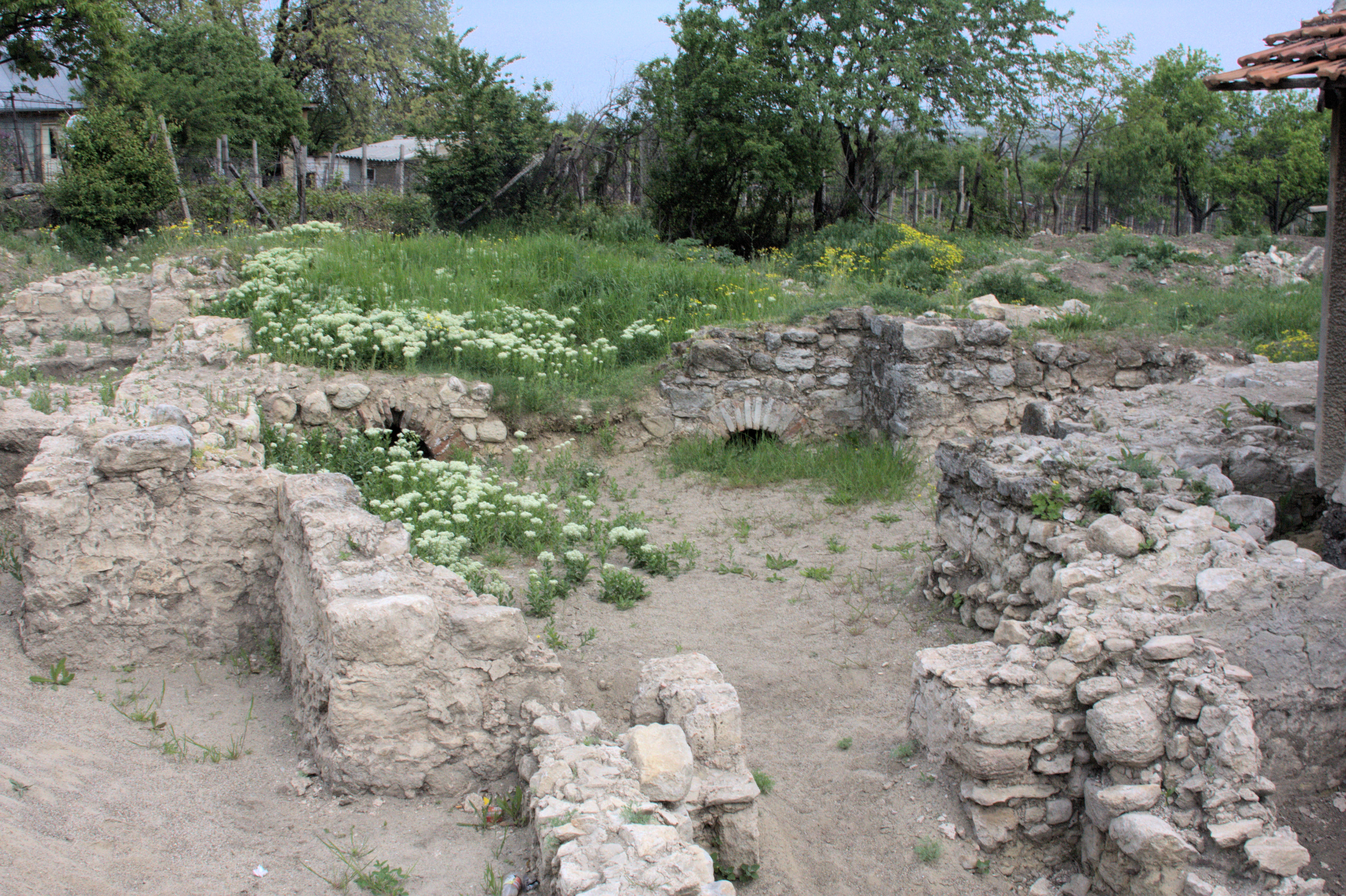
Ruine ale castrului roman de la Pietroasele
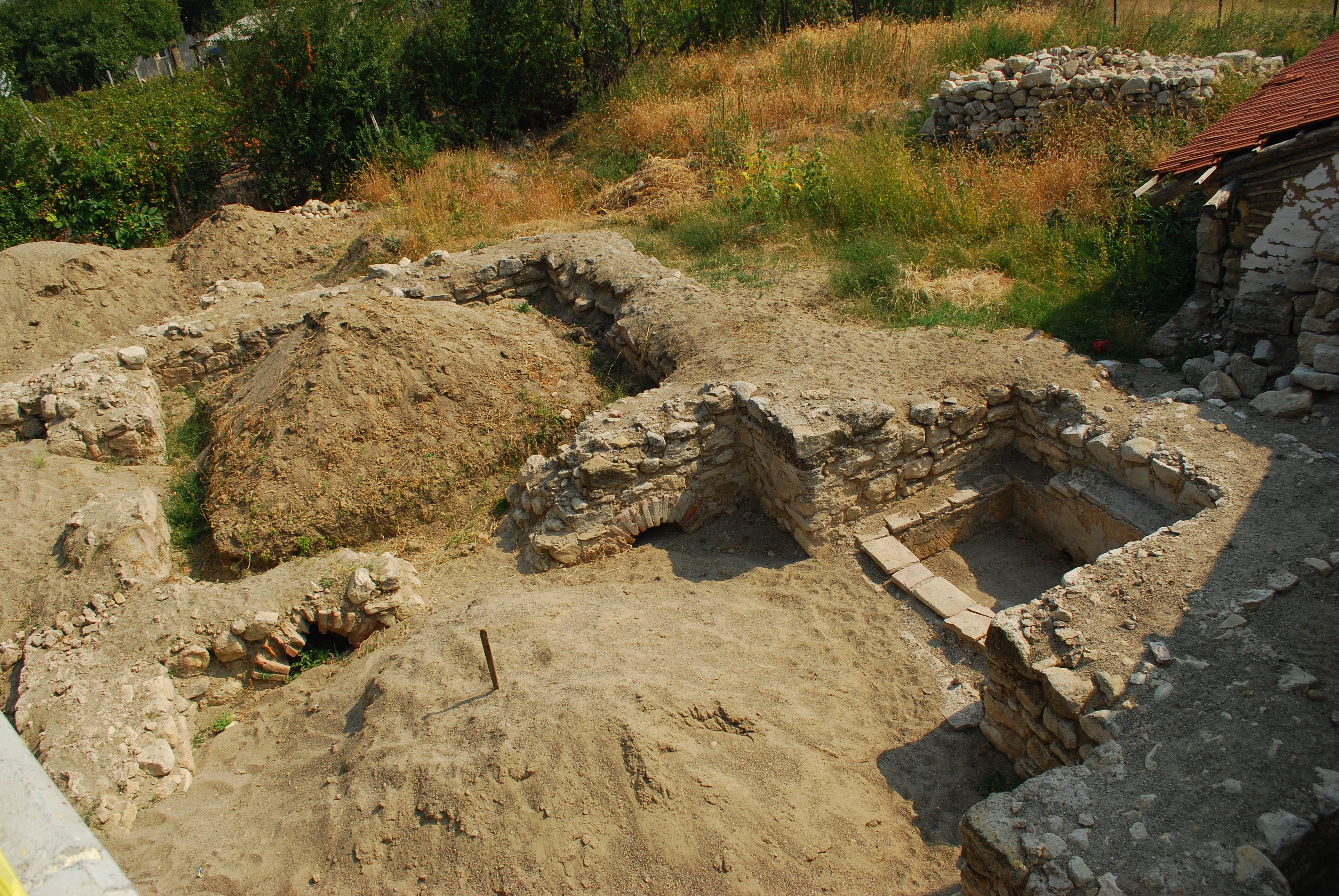
Ruine ale termelor romane de la Pietroasele
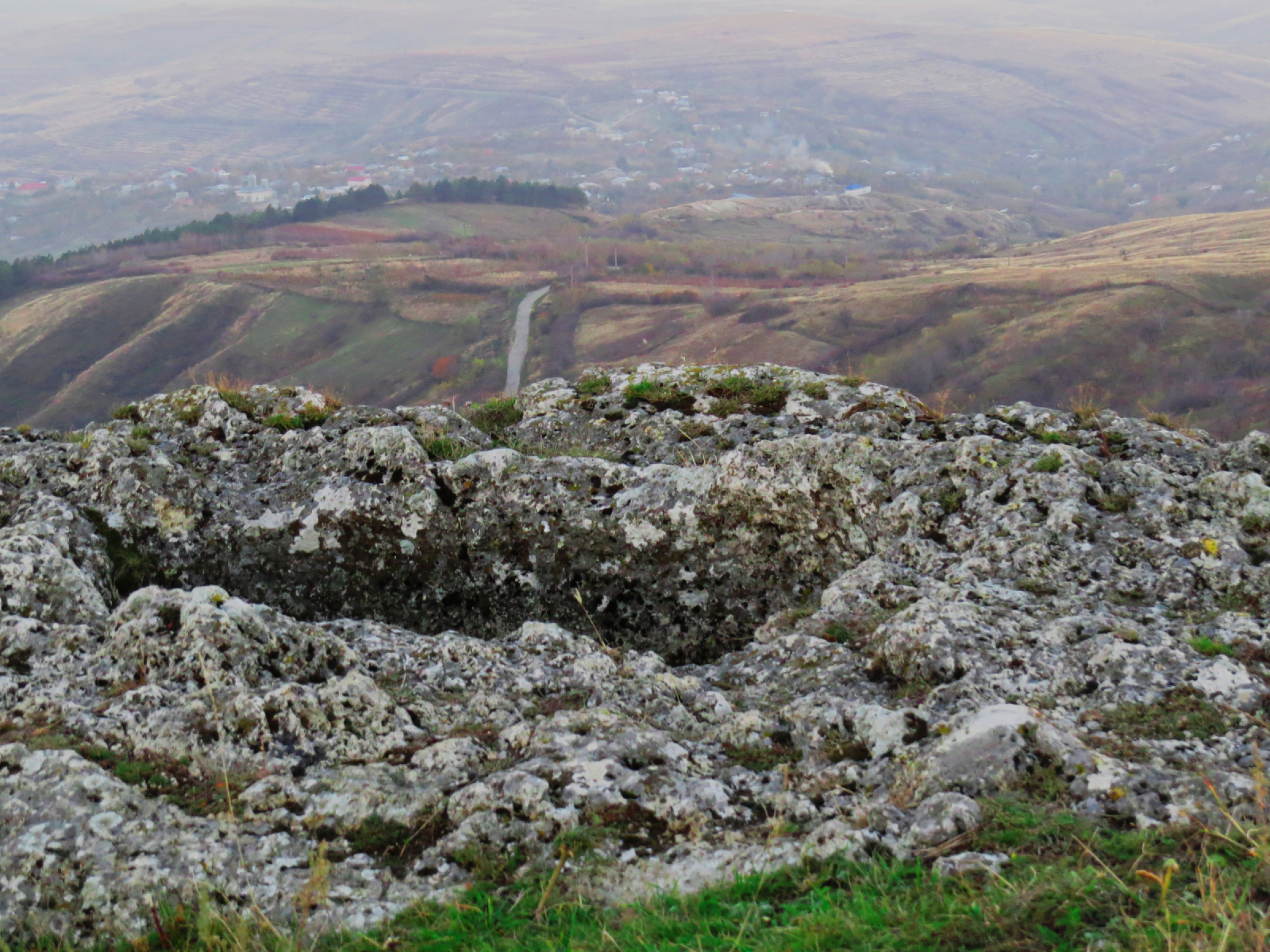
Mormânt preistoric din perimetrul dealului Colarea (comuna Năeni)

În imediata vecinătate:
- Conacul Gheorghe D. Hariton de la Săhătnei, reședința comunei Săhăteni[88]
- Crucea Manafului[83] (la Greceanca, comuna Breaza)[89]
- Fosta Mănăstire Bradu (la Haleș, comuna Tisău)[90]
- Muzeul Pietrei de la Sângeru[91]

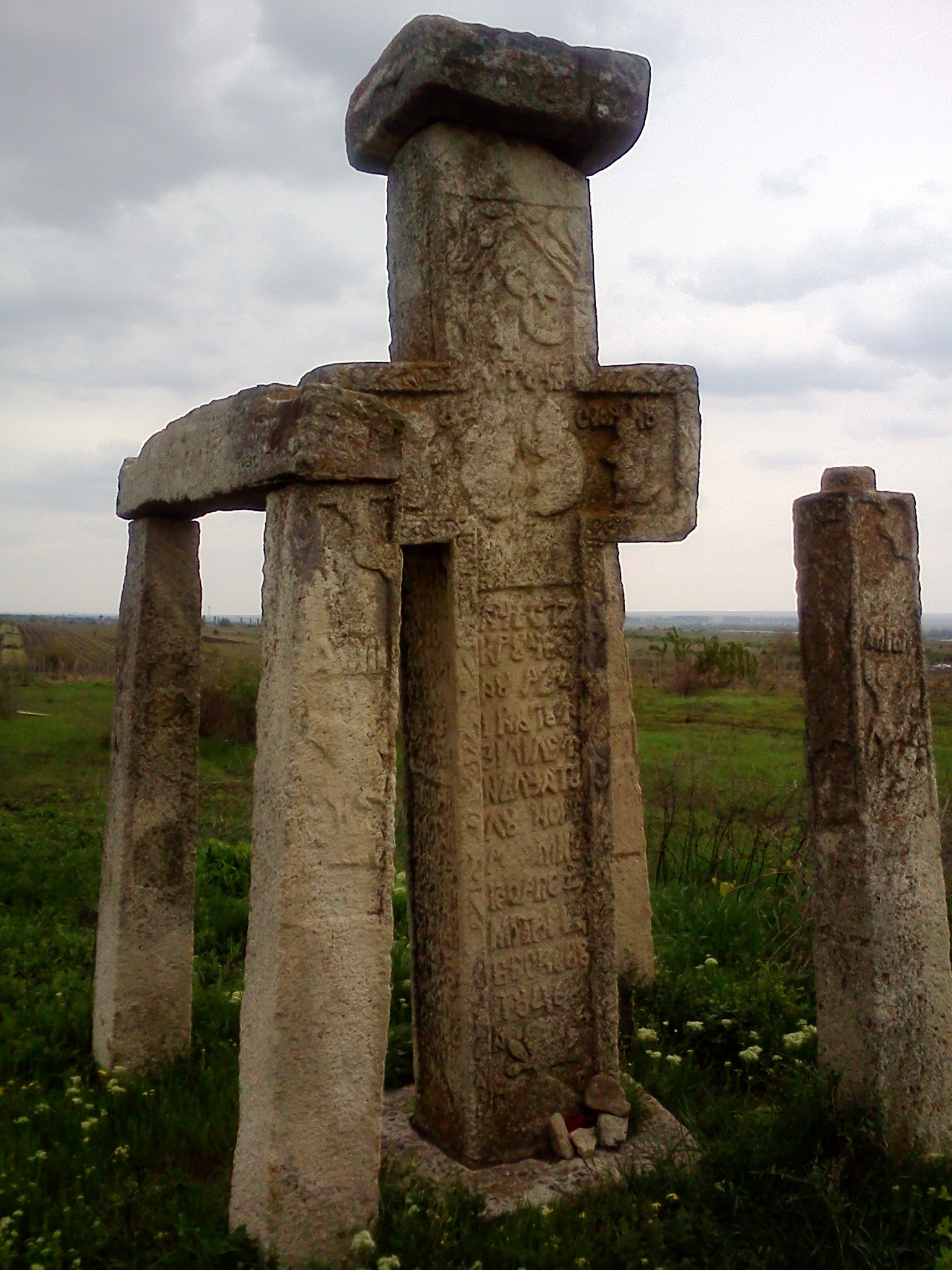
Crucea Manafului
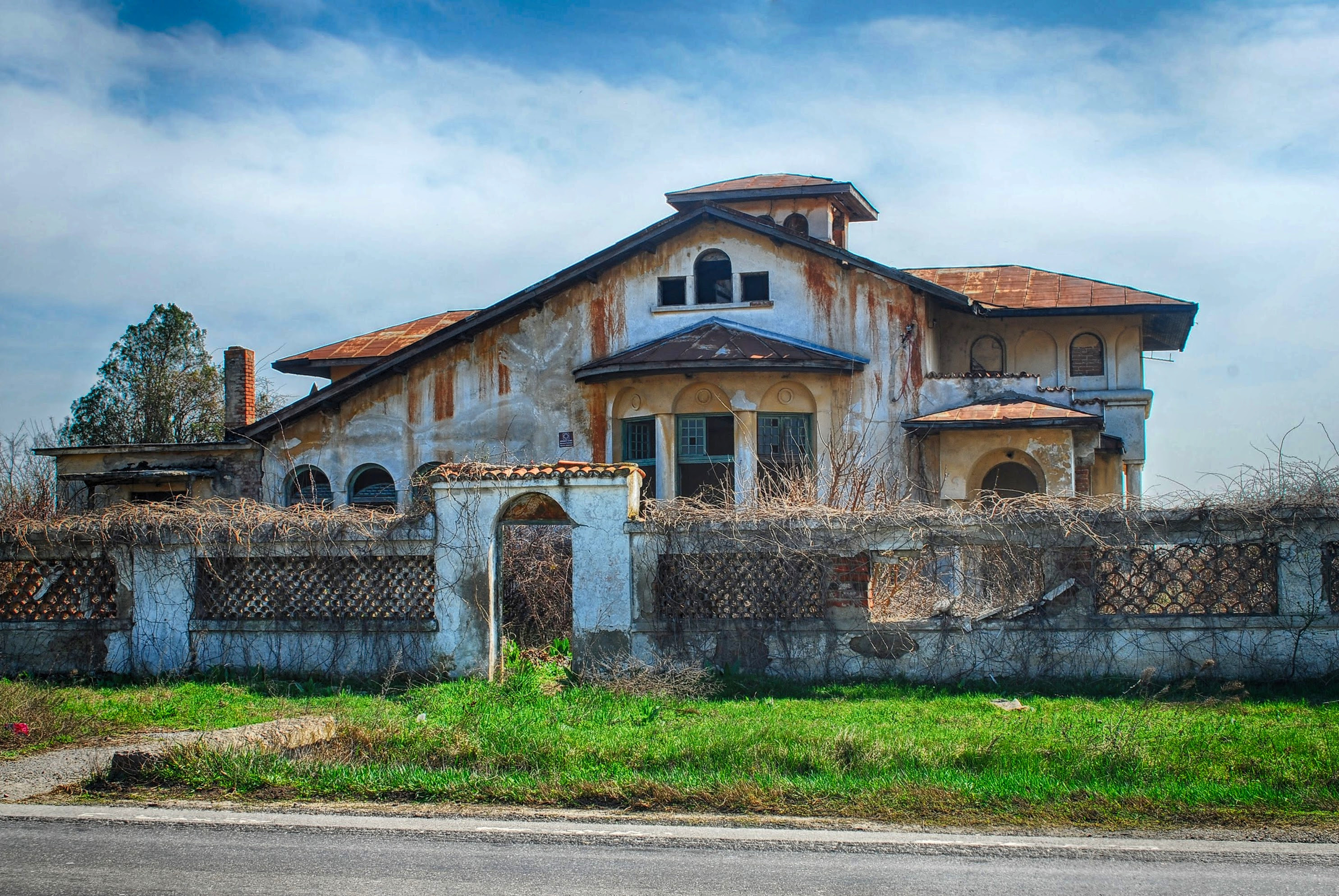
Conacul Hariton
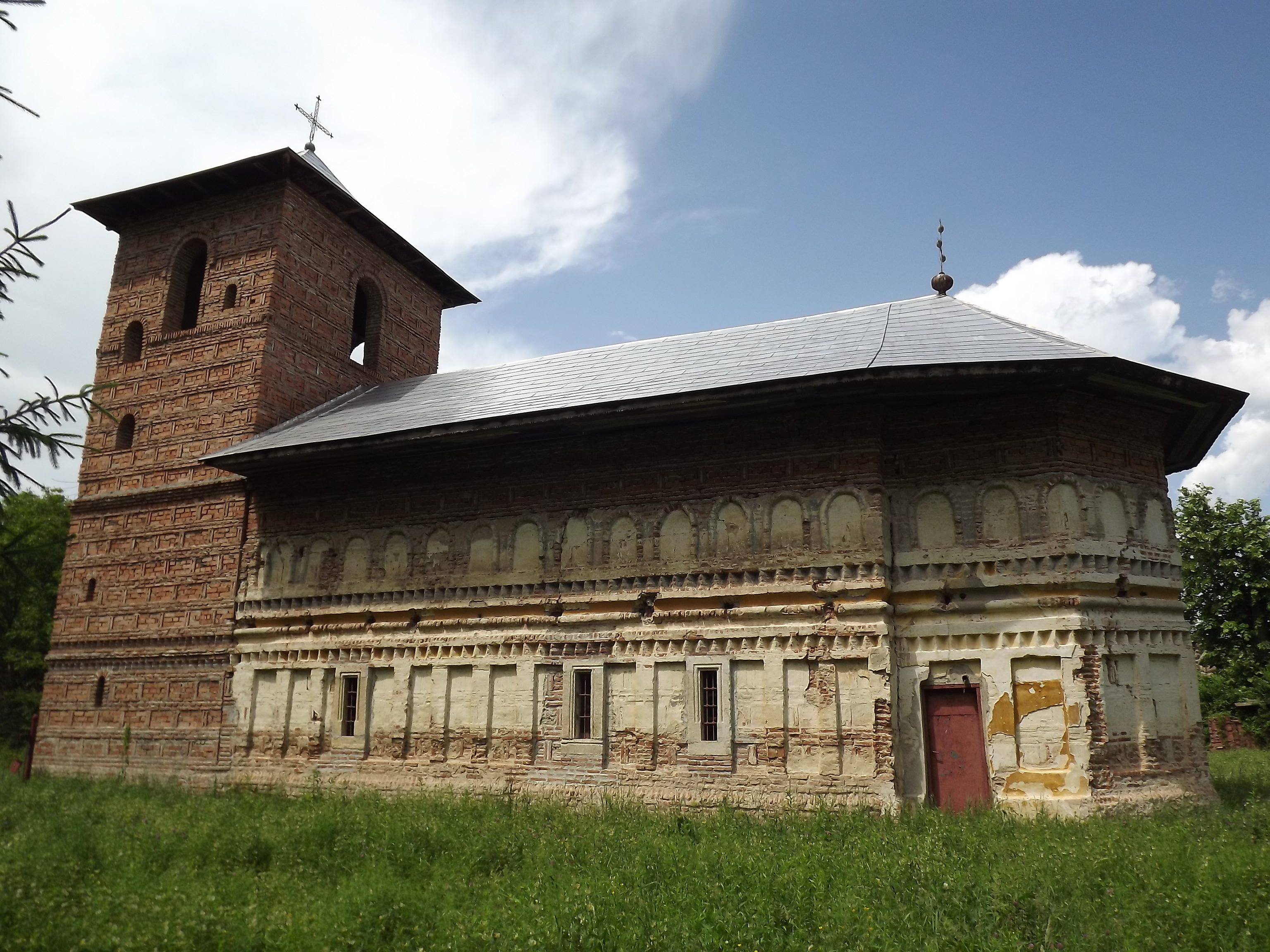
Biserica fostei Mănăstiri Bradu

### Infrastructura de comunicații

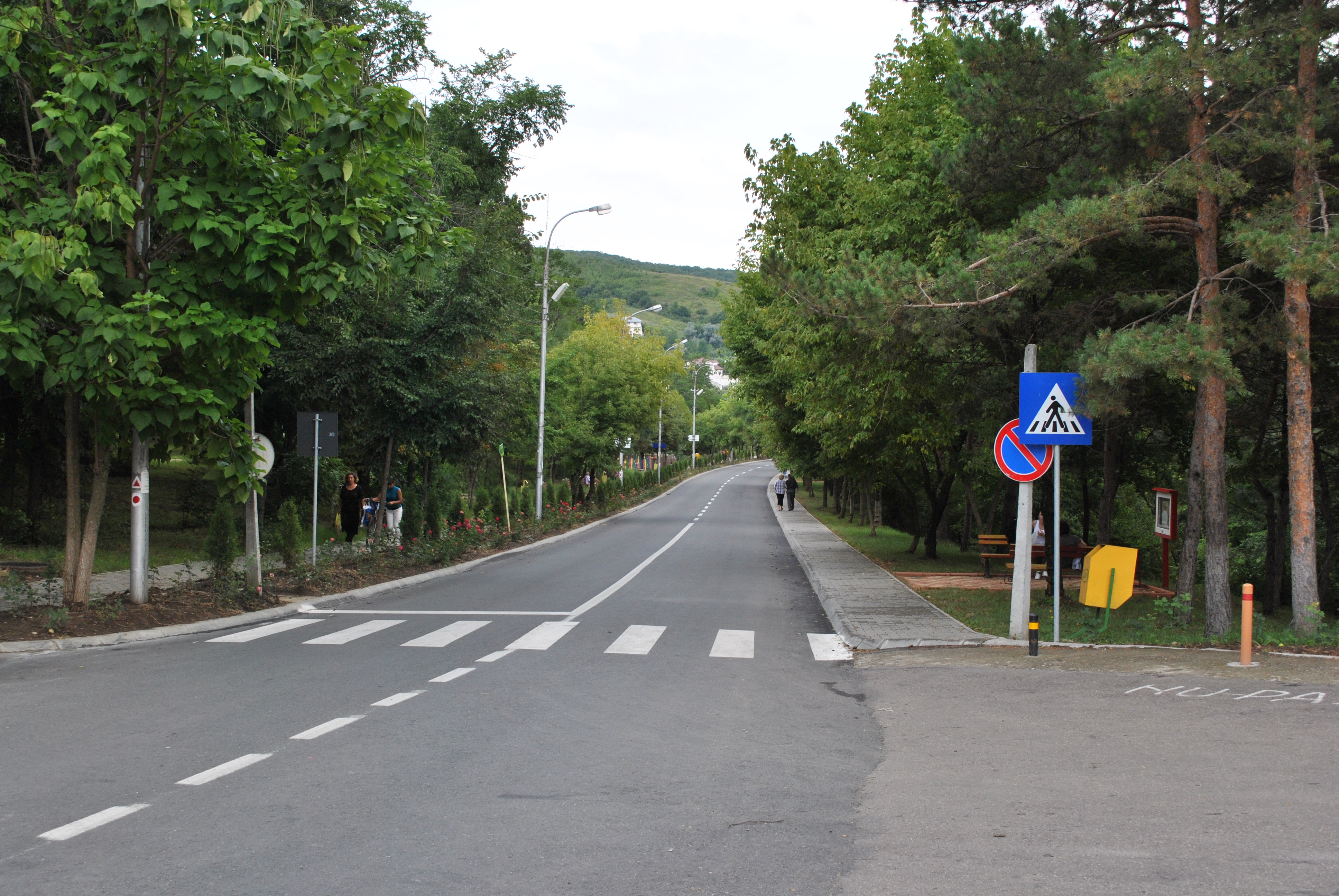
DJ 203G la Sărata Monteoru

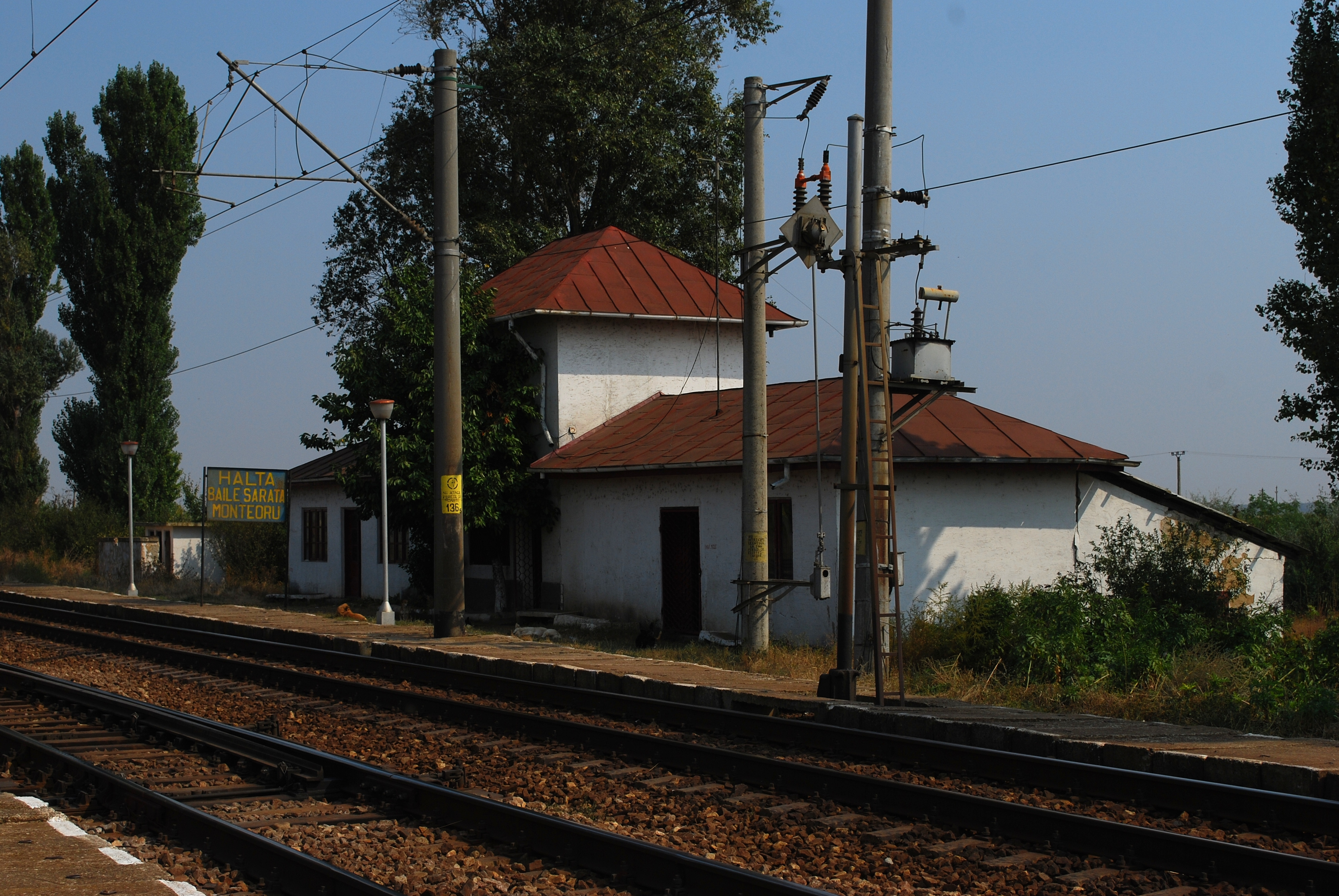
Halta Băile Sărata Monteoru, de pe calea ferată Ploiești–Buzău

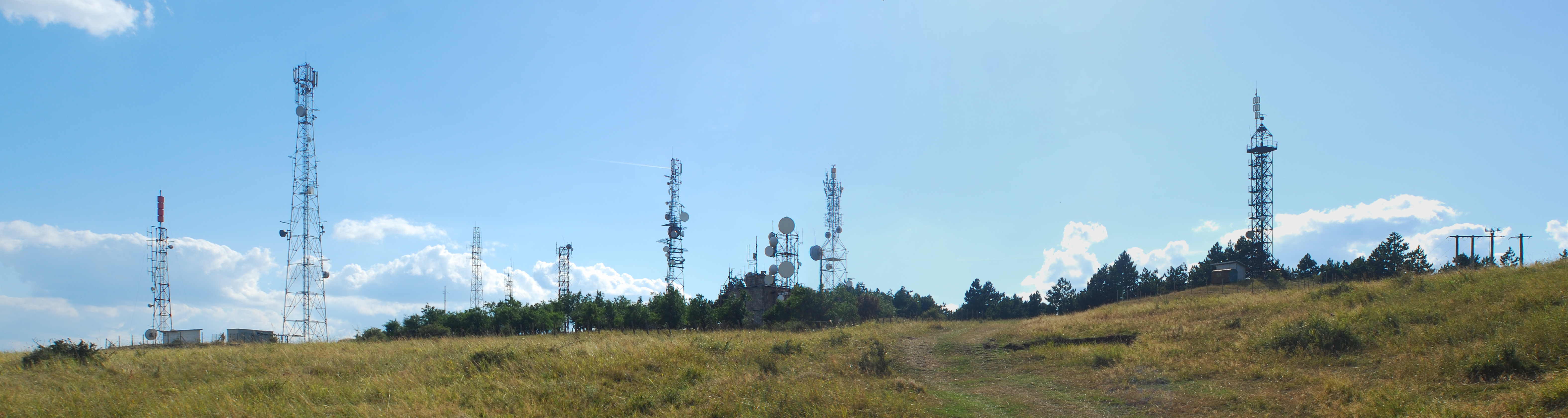
Antenele de telecomunicații din zona somitală

### Rutieră
La sud și sud-est se află porțiunea Buzău – Mizil – Albești-Paleologu din DN1B/E577 (Ploiești – Buzău). Relativ paralel cu aceasta, dar mai spre deal se află:
- în dreptul jumătății estice: DJ205 (Vernești, DN10 – Mizil, DN1B), care traversează satele de reședință Merei, Breaza, Pietroasele, Breaza și Năeni.[92]
- în dreptul jumătății vestice DC 73B (Gura Vadului, DJ 100H – Ungureni, DJ 102K), ce se continuă de la Ungureni cu DJ 102K (Mizil, DN 1B – Urlați, DJ 102C.[92]
- cele 2 segmente sunt legate prin DJ 104 N (Jugureni, DJ 100H  – Fințești)[92]

În partea de vest pe valea Cricovul Sărat se află DJ 102C (Albești-Paleologu, DN1B – Cislău, DN10), care circumscrie dealul spre nord-vest prin depresiunea Sângeru. Din acesta pleacă DJ 235 (Sângeru, DJ 102C – Lapoș)  în continuare pe valea Lapoșului. Acesta continuă spre est cu DC71A (Lapoș, DJ 235 – Glod, DJ100H) și, mai departe pe valea Nișcovului cu DJ 100H (Mizil, DN1B – Vernești, DN10), care circumscrie în continuare dealul în partea de nord. Între Vernești și Buzău se află porțiunea corespondentă din DN10 (Buzău – Brașov).
Dealurile Istriei sunt traversate, în profil transversal, de următoarele drumuri: 
- DJ 203G (Costești, DN1B –  Măgura, DN10) pe porțiunea – Merei, DJ 205 – Haleș, DJ102H – via Sărata Monteoru.[92]
- DJ 100H (Mizil, DN1B – Vernești, DN10) spre sud după joncțiunea cu DC71A (Lapoș, DJ 235 – Glod, DJ100H) de la Glod.[92]
- DJ 102R (Valea Cricovului, DJ102C – Gura Vadului, DJ 100H).[92]
- DJ 102N (Țărculești, DJ 102C – Parepa-Rușani, DN1D)[92]
- DJ 238 (Sângeru, DJ 102C – Fântânele, DJ 102K)[92]

Cu dispoziție radiară, din satele Fântânele și respectiv Greceanca mai pornesc spre DN10 și continuă ulterior spre sud DJ 149 și respectiv DJ 103R. Pe vârful dealului suie DC 147 (Pietroasele, DJ 205 – Breaza, DJ 205). Porțiuni de drum închise iarna se află pe DJ 203G (segmentul Sărata Monteoru – Leiculești), DJ 238 (segmentul Sângeru – Malu Roșu) și DJ 104 N. DJ 100H pe porțiunea care traversează transversal Istrița este cotat cu un nivel de viabilitate și intervenție reduse (din clasa III).

### Feroviară, aeriană și de comunicații
Paralel cu culmea principală, sunt situate, spre sud, porțiunea dintre Buzău și Ploiești a magistralei CFR 500 (București (nord) - Vicșani), iar spre est calea ferată secundară 504 (Buzău - Nehoiașu).
Cele mai apropiate aeroporturi sunt la București: aeroporturile internaționale Băneasa și Otopeni.
Vârful Istrița este unul din locurile de amplasare pentru relee de radiodifuziune, televiziune și comunicații mobile. Pe platoul somital, se află și o stație de monitorizare seismică.

### Protecția mediului
La nivelul dealului Istrița au fost desemnate următoarele arii protejate (situri de importanță comunitară):
- la nivelul zonei somitale [98] pe o suprafață de 577 hectare – în principal pe teritoriul comunei Breaza și mai puțin pe cel al comunei Pietroasele, se află situl (Dealul Istrița, delimitat cu scopul protejării biodiversității și menținerii într-o stare de conservare favorabilă[44] a speciilor Lycaena dispar (fluturele purpuriu) , Leptidea morsei (fluturele de muștar), Lucanus cervus (rădașcă), Spermophilus citellus (popândăul european) precum și a habitatelor de tip Stepă ponto - sarmatică și  Tufărișuri de foioase ponto - sarmatice[99] Pe versantul sudic al dealului, în zona stâncoasă există plantații de pin negru pentru protecție împotriva căderilor de bolovani.[39]
- în arealul de vest se află pe o suprafață de 50 hectare în nordul și nord-estul satului Tohani din comuna Gura Vadului, situl Stânca Tohani,[100] delimitat cu scopul protejării biodiversității și menținerii într-o stare de conservare favorabilă a speciei Echium russicum (capul șarpelui) precum și a habitatelor de tip Versanți stâncoși cu vegetație chasmofitică pe roci calcaroase, Tufărișuri de foioase ponto-sarmatice, Pajiști uscate seminaturale și faciesuri cu tufărișuri pe substrat calcaros (Festuco Brometalia) și Comunități pioniere din Sedo-Scleranthion sau din Sedo albi-Veronicion dilleni pe stâncării silicioase.[101]  Situl reprezintă o succesiune de martori de eroziune de tipul unor aflorimente calcaroase asimetrice ce se întind de la nord-vest spre sud-est și sunt separate de înșeuări largi modelate în roci mai puțin rezistente – gresii, argile și nisipuri.[100]